# Colisée
Pour les articles homonymes, voir Colisée (homonymie).
Le Colisée (Colosseo en italien), à l'origine amphithéâtre Flavien (amphitheatrum Flavium en latin), est un immense amphithéâtre ovoïde situé dans le centre de la ville de Rome, entre l'Esquilin et le Cælius, le plus grand jamais construit dans l'Empire romain. Il est l'une des plus grandes œuvres de l'architecture et de l'ingénierie (en) romaines.
Témoignage monumental de la propagande flavienne, sa construction, juste à l'est du Forum Romain, a commencé entre 70 et 72 apr. J.-C., sous l'empereur Vespasien, et s'est achevée en 80 sous Titus. D'autres modifications ont ensuite été apportées au cours du règne de Domitien (81-96). Le nom d'amphithéâtre Flavien dérive du nom de famille (gens Flavii) de l'empereur Vespasien et ses fils Titus et Domitien.
Pouvant accueillir probablement 50 000 spectateurs (les estimations plus anciennes de 80 000 spectateurs, soit un douzième de la population romaine, étant exagérées), le Colisée, témoin de l'évergétisme impérial, a été utilisé pour les venationes (combats d'animaux sauvages), les munera (combats de gladiateurs) et autres spectacles publics, tels que des exécutions de condamnés à mort, des reconstitutions de batailles célèbres et des drames basés sur la mythologie romaine. Il est resté en service pendant près de 500 ans, les derniers jeux se prolongeant jusqu'au VIe siècle. Pour l'inauguration du Colisée, en 80 apr. J.-C., Titus donne une naumachie dans le Colisée transformé en bassin reconstituant la bataille navale de Corinthe contre Corcyre. Le bâtiment a finalement cessé d'être utilisé au cours du haut Moyen Âge. Il a plus tard été réutilisé pour des usages variés tels que des habitations, des ateliers d'artisans, le siège d'un ordre religieux, une forteresse, une carrière et un sanctuaire catholique chrétien.
Le Colisée est actuellement en état de ruine, en raison des dommages causés par les tremblements de terre (443, 508, 801, 847 et 1349) et la récupération des pierres, mais il continue à donner la mesure de l'ancienne puissance de la Rome Impériale. Aujourd'hui, il est l'un des symboles de la Rome moderne, une de ses attractions touristiques les plus populaires avec 7,6 millions de visiteurs, et a encore des liens étroits avec l'Église catholique romaine : chaque Vendredi saint, le pape mène une procession aux flambeaux sur un chemin de croix aboutissant à l'amphithéâtre. Le Colisée est représenté sur la pièce de monnaie italienne de 5 centimes d'euro.

## Le nom du Colisée

Vue panoramique de l'intérieur. Malgré de nombreuses restaurations (hypogée, plate-forme évoquant le plancher amovible qui couvrait l'arène jusqu'à la seconde moitié du XIXe siècle mais qui a été retirée pour laisser place à des recherches archéologiques), les visiteurs sont souvent déconcertés par l'intérieur du monument. En effet, les gradins ont presque tous disparu et la piste n'est plus là. Des amphithéâtres mieux conservés hors de Rome leur permettent d'observer des arènes en meilleur état.

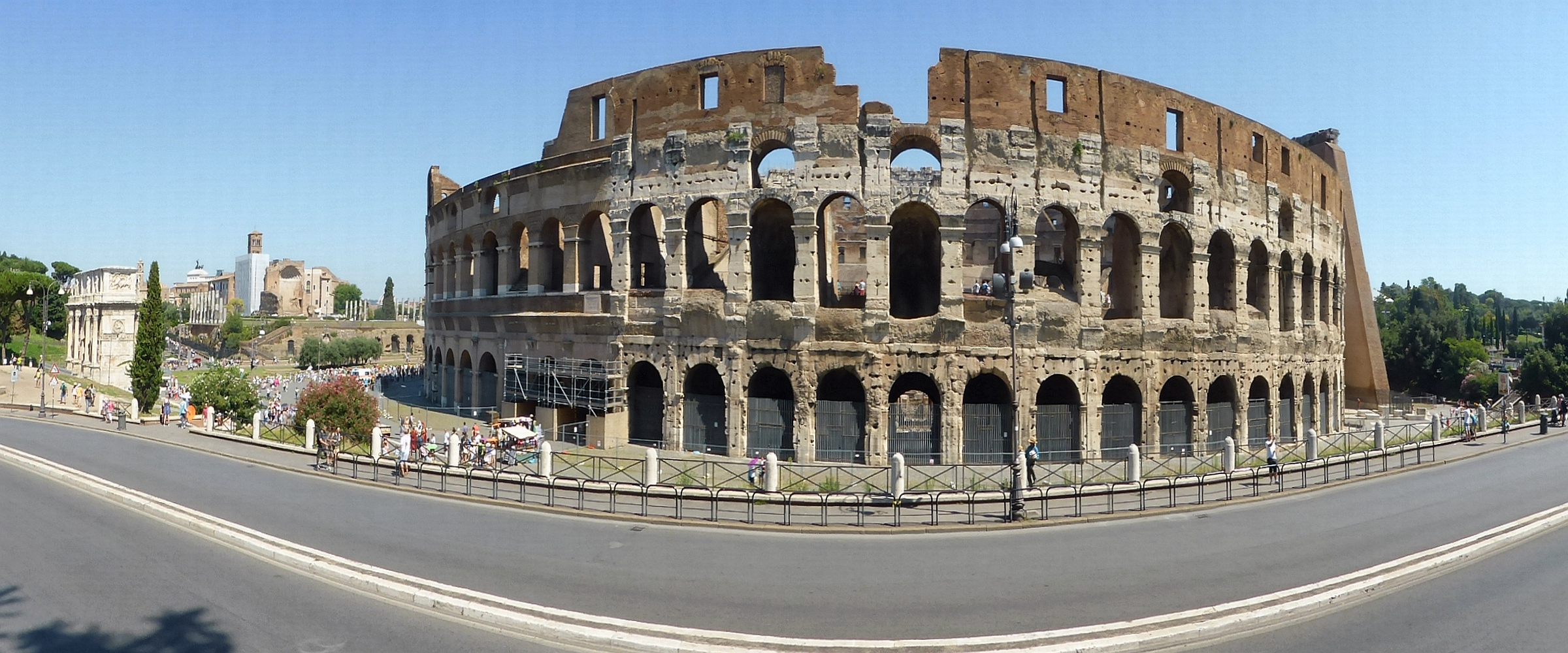
Vue panoramique de l'extérieur.

Le nom latin initial du Colisée était amphitheatrum Flavium (en français « amphithéâtre Flavien »). Le monument a été construit par les empereurs de la dynastie Flavienne pour offrir aux citoyens des spectacles, d'où son nom d'origine. Ce nom est encore fréquemment utilisé dans les ouvrages spécialisés, mais il est peu connu du grand public. Dans l'Antiquité, les Romains ont parfois évoqué le Colisée sous le nom d'Amphitheatrum Caesareum, dans un contexte poétique,.
Le nom de Colosseum (du bas latin colossus qui vient lui-même du grec κολοσσός, « colosse, grande statue ») est probablement dérivé de celui d'une statue colossale de Néron érigée à proximité et initialement ornant l'entrée de la Domus aurea. Alors que le palais impérial a été démantelé après la mort de Néron frappé de damnatio memoriae, cette statue a été remodelée par les successeurs de l'empereur en une figure d'Hélios (Sol ou Apollon), dieu du soleil, par l'ajout de la couronne solaire. La tête de Néron a été remplacée à plusieurs reprises par celles de divers empereurs. En dépit de ses liens païens, la statue est restée debout une bonne partie de l'époque médiévale, et était créditée de pouvoirs magiques[réf. nécessaire]. Elle fut finalement considérée comme un symbole iconique de la permanence de Rome.
Au VIIIe siècle, Bède le Vénérable (ca. 672-735) écrivit une célèbre épigramme célébrant la signification symbolique de la statue : Quandiu stabit coliseus, stabit et Roma ; quando cadet coliseus, cadet et Roma ; quando cadet Roma, cadet et mundus (« Tant que durera le Colosse, Rome durera ; quand le Colosse tombera, Rome tombera ; quand Rome tombera, le monde tombera »). Ceci est souvent mal traduit, en se référant au Colisée plutôt qu'au colosse (par exemple, dans le fameux poème de Byron Childe Harold's Pilgrimage) : à l'époque de Bède, le nom masculin coliseus était appliqué à la statue plutôt qu'à ce qui était encore connu sous le nom d'amphithéâtre Flavien.
Le colosse de Néron a fini par tomber, probablement jeté bas en vue de la réutilisation de ses éléments de bronze. Le nom de Colosseum (nom neutre) a été utilisé vers l'an 1000, pour désigner l'amphithéâtre. La statue elle-même a été en grande partie oubliée, et seule sa base survécut, entre le Colisée et le Temple de Vénus et de Rome tout proche.
Le nom a été corrompu en Coliseum au cours du Moyen Âge. En Italie, l'amphithéâtre est toujours connu sous le nom de il Colosseo, et d'autres langues romanes en sont venues à utiliser des formes similaires, telles que le Colisée en français, el Coliseo en espagnol, o Coliseu en portugais ou Colosseumul en roumain.
Colisée est devenu un nom commun, synonyme d'amphithéâtre et arènes : colisée d'El Jem, colisée de Pula, colisée de Vérone...

## Histoire

### Antiquité

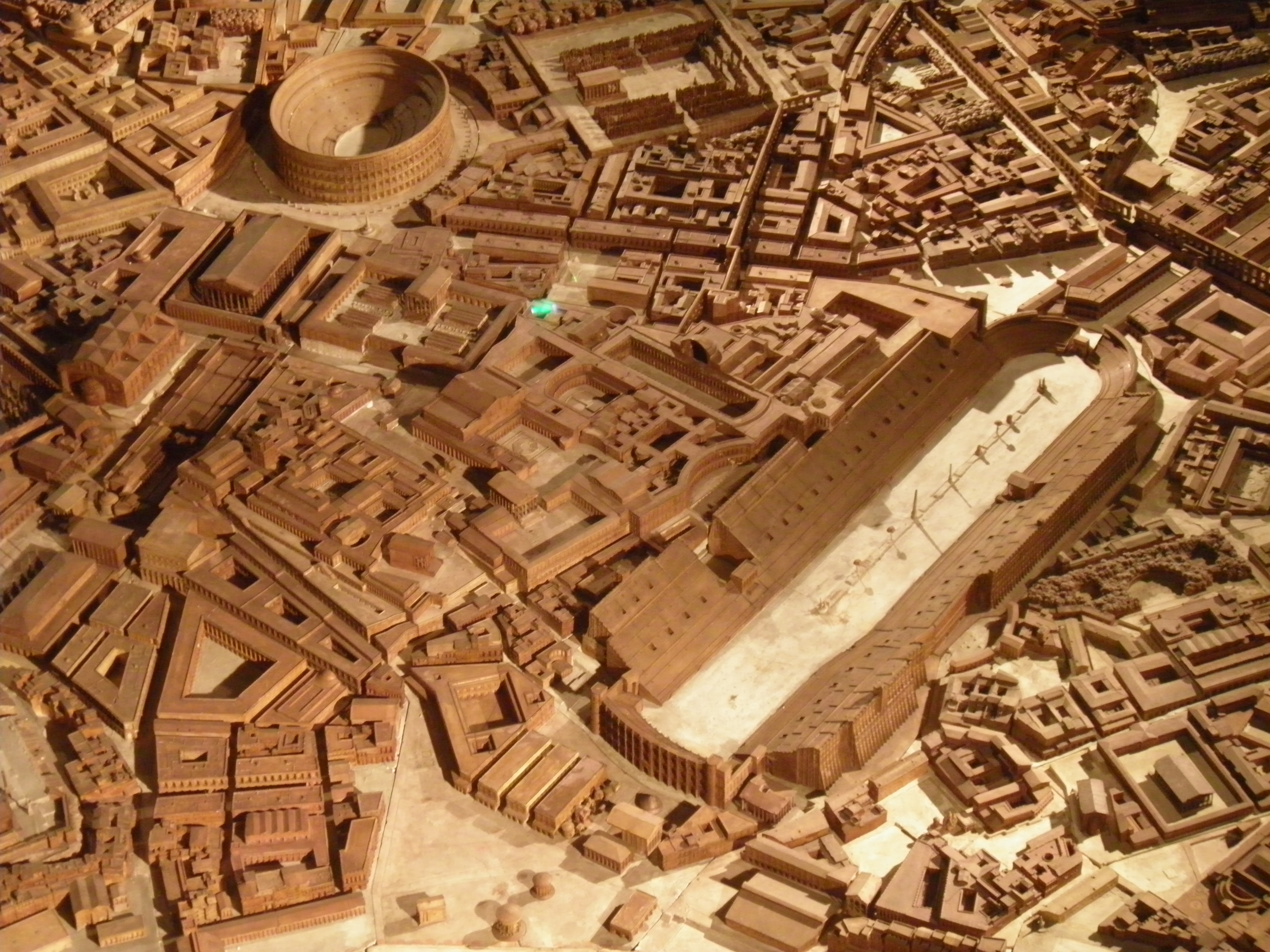
Plan de Rome de Paul Bigot au IVe siècle. À gauche le Colisée et à droite le Circus maximus.

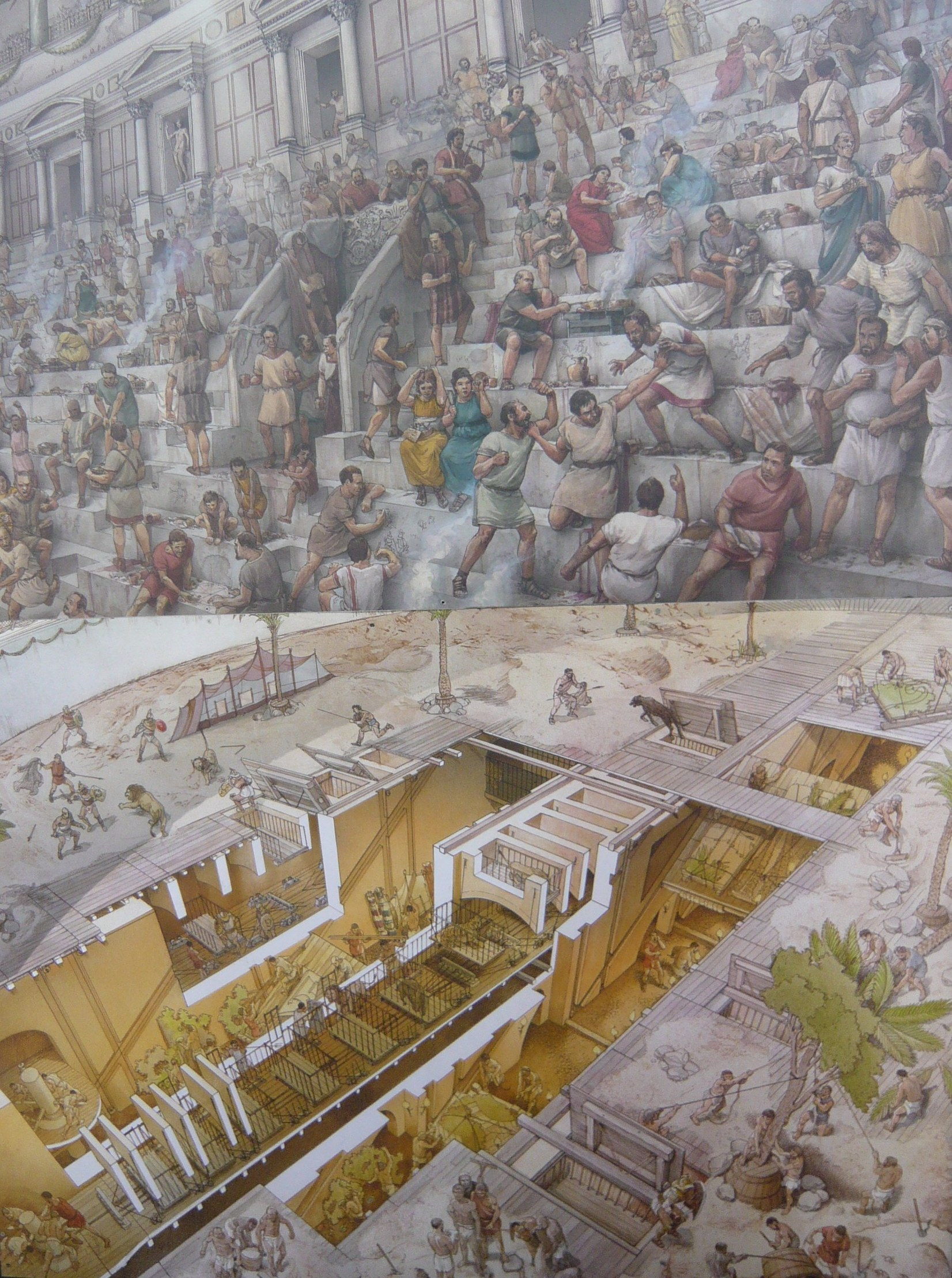
Représentation historique au Colisée de Rome.

Après le grand incendie de Rome en 64 apr. J.-C, Néron se fit construire un somptueux palais. S'étant saisi de terrains au fond d'une vallée basse au fond de laquelle courait un ruisseau canalisé, entre le Cælius, l'Esquilin et le Palatin, il fit édifier la magnifique Domus aurea. Devant des pavillons, jardins, et portiques, il créa un lac artificiel qui constituait la partie centrale du complexe palatial et fit placer le Colosse de Néron non loin de l'entrée du domaine. L'aqueduc préexistant de l'Aqua Claudia fut prolongé pour l'approvisionnement en eau de cette zone,.

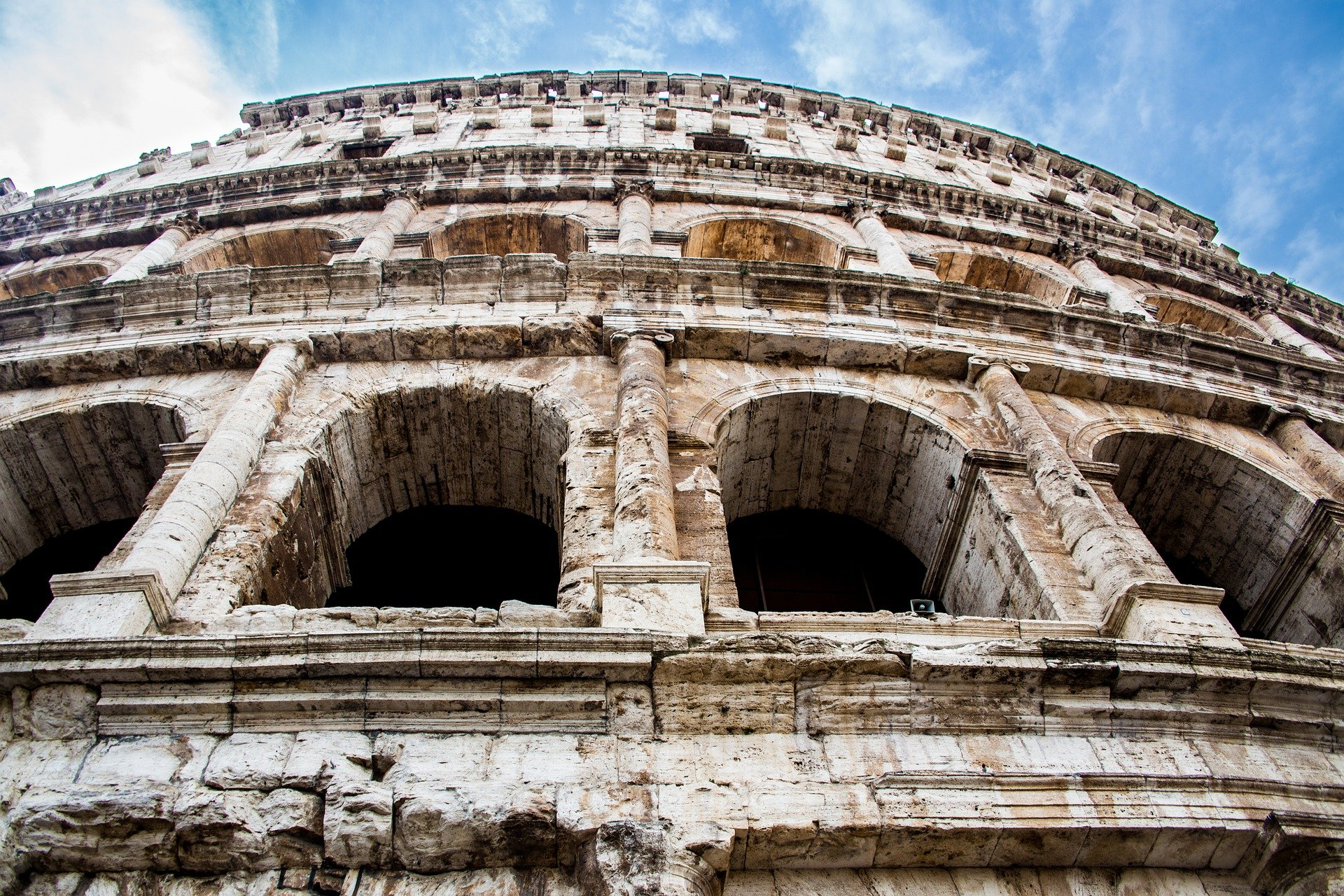
Vue au pied du Colisée.

À sa mort en 68, Néron fit l'objet d'une damnatio memoriae. La zone fut transformée par Vespasien et ses successeurs qui, par un geste de propagande antinéronienne, voulaient rendre aux plaisirs du peuple romain une partie de l'espace urbain que Néron avait confisqué pour sa propre jouissance, dans le cadre de l'évergétisme impérial. La statue colossale fut conservée, mais on démolit une grande partie de la Domus aurea dont les vestiges servirent de fondations aux thermes de Trajan. Le lac d'agrément fut comblé et le terrain réutilisé pour la construction du nouvel Amphithéâtre Flavien qui était destiné à remplacer l'amphithéâtre de Statilius Taurus ravagé lors du grand incendie de Rome. La construction du Colisée commença autour de 70-72 (le début et la durée des travaux de construction restent incertains, mais selon la plupart des historiens, ils durèrent environ dix ans, avec deux années supplémentaires pour la finition) sous le règne de l'empereur Vespasien dont la décision peut être vue comme un geste populiste de retour au domaine public d'un quartier annexé par Néron pour son propre usage.

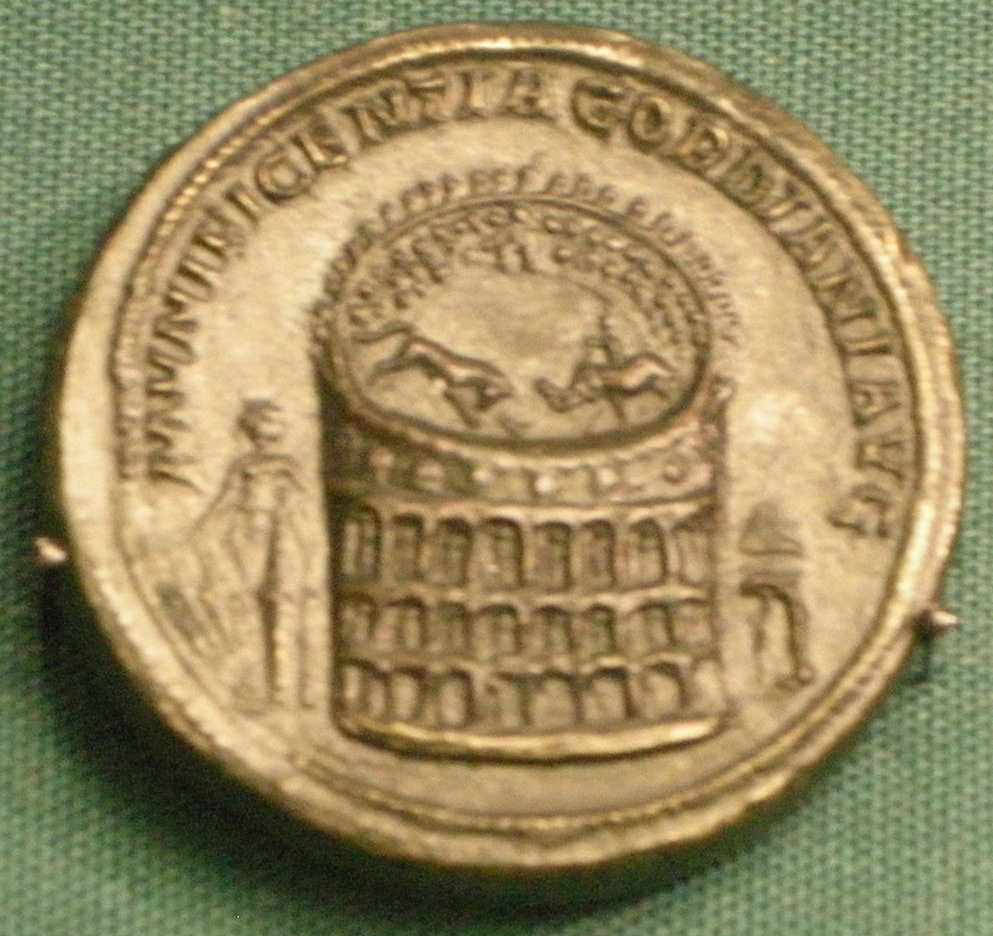
Sesterce montrant les statues et les boucliers ornant la façade.

Selon l'inscription portée sur un bloc de marbre trouvé sur le site, telle que reconstituée par l'épigraphiste Géza Alfödy, « l'empereur Vespasien a ordonné que l'on édifie ce nouvel amphithéâtre sur sa propre part de butin  ». Compte tenu des montants en cause, il ne peut s'agir que des trésors saisis par les Romains à la suite de leur victoire dans la première guerre judéo-romaine de 70, notamment lors du sac de Jérusalem et du pillage de son temple,. Il est peu probable que les 30 000 prisonniers juifs emmenés à Rome à la suite de cette campagne militaire aient été employés à la construction du monument, bien que certains, réduits en esclavage, aient pu être affectés aux travaux les moins qualifiés (ouvriers posant le béton plutôt que maçons spécialisés dans le travail du travertin). Le Colisée peut donc être interprété comme un grand monument triomphal construit dans la tradition romaine de célébration des grandes victoires, ce qui expliquerait la présence d'un arc de triomphe ornant l'entrée principale du Colisée et l'ajout par Domitien de boucliers de bronze sur l'attique.
Contrairement à beaucoup d'autres amphithéâtres situés à la périphérie des villes, le Colisée fut construit littéralement et symboliquement au cœur de Rome. Des écoles de gladiateurs et d'autres bâtiments annexes furent construits à proximité. À la mort de Vespasien, en 79, le troisième étage du Colisée était achevé. Le dernier niveau fut inauguré par son fils Titus, en 80. Dion Cassius rapporte que 9 000 bêtes sauvages furent tuées lors des jeux inauguraux. Le bâtiment fut ensuite rénové par Domitien, fils cadet de Vespasien, empereur nouvellement désigné, qui ajouta l'hypogée, réseau de souterrains utilisés pour abriter les animaux et les gladiateurs. Il adjoignit également une galerie tout au sommet du Colisée, destinée à accroître encore le nombre de places.
Sous le règne de Trajan, en 107, 11 000 animaux et 10 000 hommes auraient été impliqués durant 123 jours de fête. Côté technique, 2 000 marins étaient employés pour manœuvrer au-dessus du Colisée l'immense velarium qui donnait de l'ombre aux 55 000 spectateurs. Ceux-ci pouvaient alors admirer à la belle saison, et environ six fois par an, le combat des gladiateurs dont l'âge dépassait rarement 22 ans.
En 217, le Colisée fut gravement endommagé par un incendie majeur (causé par la foudre, selon Dion Cassius) qui détruisit les étages supérieurs des gradins construits en bois. Il ne fut entièrement réparé que vers 240 et subit d'autres réparations en 250 ou 252, puis en 320. Une inscription enregistre la restauration de diverses parties du Colisée sous Théodose II et Valentinien III (règne : 425-450), peut-être pour réparer les dommages causés par un tremblement de terre majeur, en 443 ; d'autres travaux furent entrepris en 484 et en 508.
L'arène continua d'être utilisée pour des concours jusqu'au VIe siècle au moins, avec les derniers combats de gladiateurs vers 435. Les chasses aux animaux sauvages se poursuivirent au moins jusqu'en 523.

### Époque médiévale

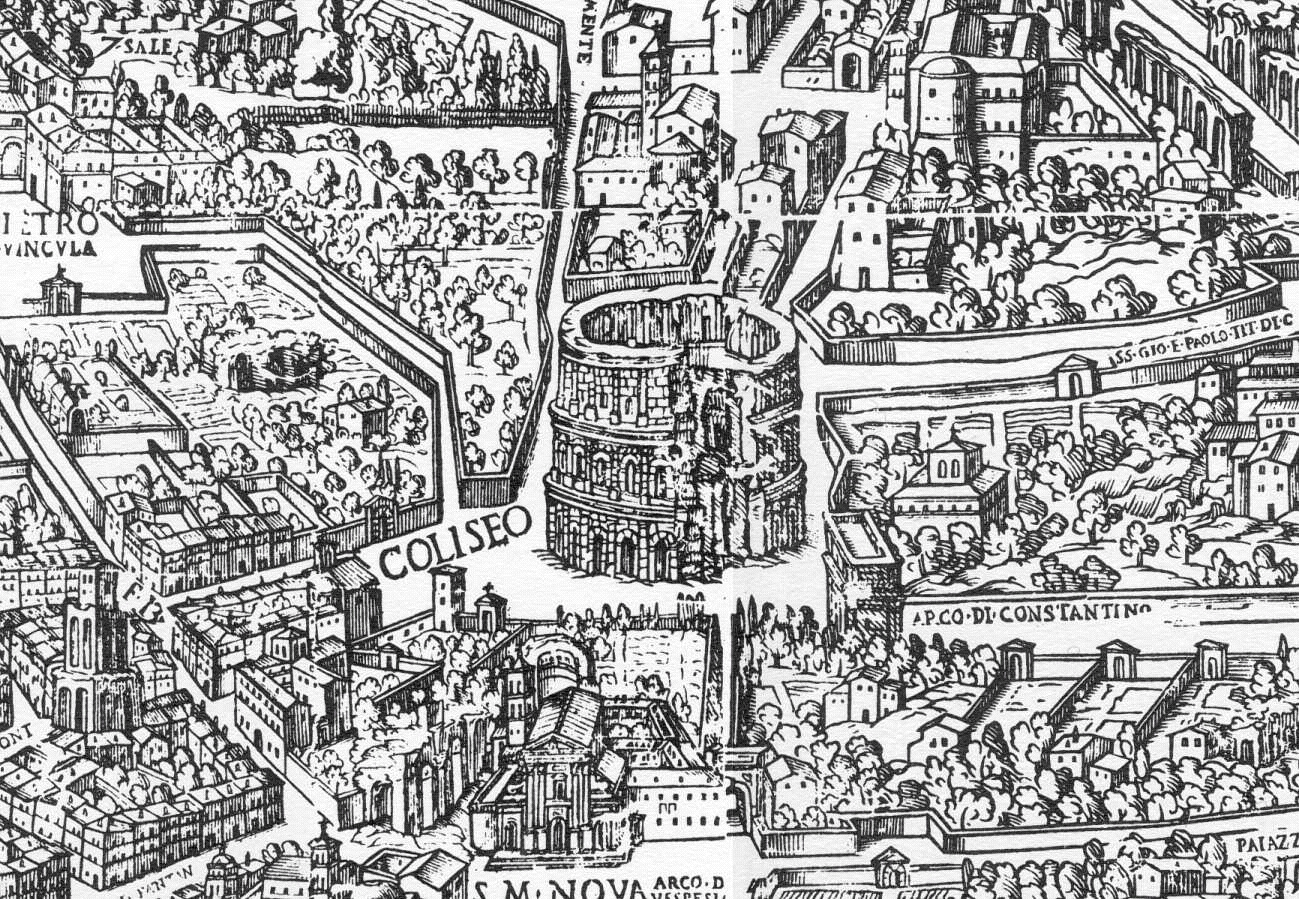
Carte médiévale montrant le Colisée enserré dans les quartiers d'habitations.

Le Colisée a connu bien des changements au cours du Moyen Âge. Une petite église fut construite à l'intérieur de la structure, à la fin du VIe siècle, et l'arène devint un cimetière.
Les nombreux espaces voûtés, sous les gradins, furent utilisés comme habitations ou comme ateliers, et on relève encore des locataires au XIIe siècle, époque où les Frangipani fortifièrent l'édifice, apparemment pour en faire une forteresse.
Le Colisée eut à souffrir de plusieurs tremblements de terre, dont ceux de 443, 508, 801, 847 et surtout celui de 1349 qui provoqua l'effondrement de tout un pan du mur extérieur du côté sud bâti sur une couche d'alluvions argileuse. Avec l'autorisation du pape, une grande partie des pierres fut alors récupérée pour la construction des palais, églises, hôpitaux et autres bâtiments. Ainsi les façades du palais de Venise et de la basilique Saint-Pierre sont issues du réemploi des blocs de travertin du Colisée. Les placages de marbre alimentèrent les fours à chaux. Les agrafes de fer ou de bronze scellées au plomb servant à assujettir les pierres furent systématiquement pillées en creusant au burin entre les joints, laissant les innombrables cicatrices (trous) aujourd'hui visibles sur tous les murs intérieurs et extérieurs, et affaiblissant encore l'édifice qui souffrit des tremblements de terre de 1703 et de 1812.
Un ordre religieux s'installa dans les ruines au milieu du XIVe siècle, pour s'y maintenir jusqu'à la fin du XIXe siècle.

### Époque moderne

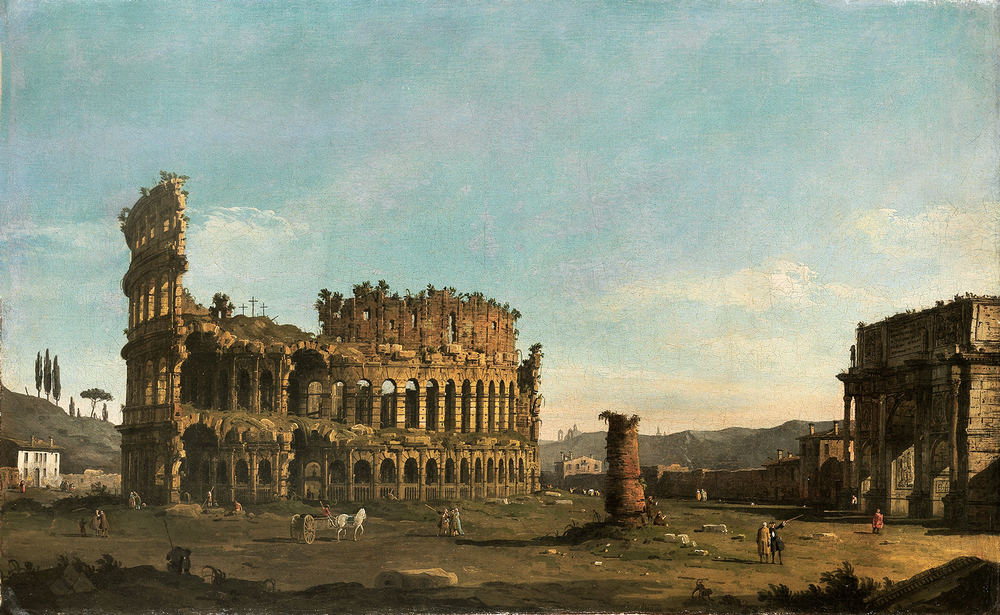
Le Colisée, la Meta Sudans et l'arc de Constantin, vus par Bernardo Bellotto, vers 1742.

Au cours des XVIe et XVIIe siècles, les fonctionnaires de l'Église cherchèrent à donner un rôle productif au grand monument à l'abandon. Sixte Quint (1585-1590) envisagea de transformer l'édifice en filature de laine où l'on emploierait les prostituées, mais cette proposition ne fut pas suivie d'effet par suite de son décès. En 1671, le cardinal Altieri autorisa son utilisation pour des courses de taureaux, ce qui provoqua un tollé.

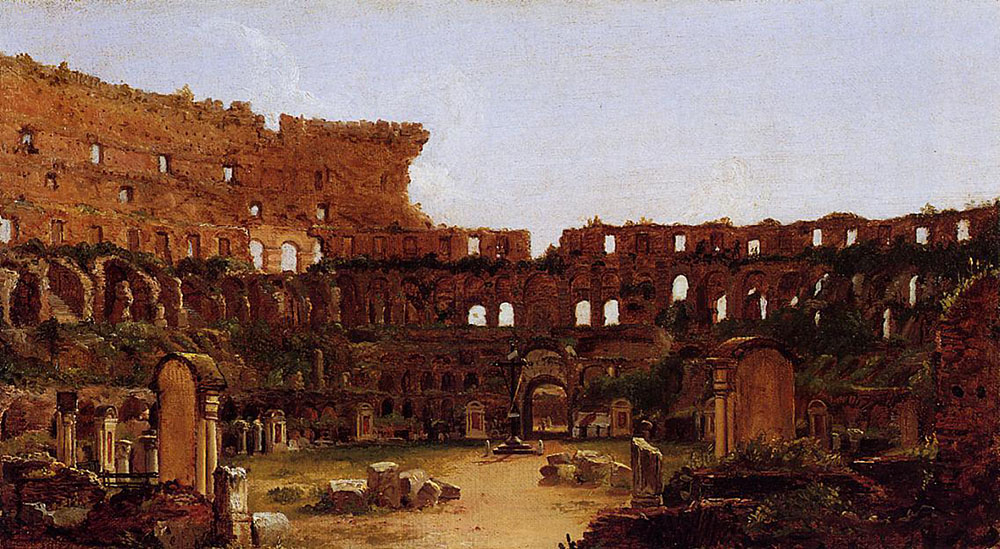
Intérieur du Colisée, Rome. Thomas Cole, 1832. Le chemin de croix autour de l'arène et la végétation couronnant les murs ont été supprimés à la fin du XIXe siècle.

Au début du XVIIIe siècle, un moine Carme, le père Angiolo Paoli, intervint auprès du pape Clément XI pour préserver ce lieu qui « avait été imprégné du sang des martyrs » et avait été laissé à l'abandon. Le Pape approuva le projet du moine. Le Carme, avec l'aide de quelques volontaires, se transforma en maçon et fit fermer les arcs avec des murs épais, et les portes avec de grosses traverses en fer. À l'intérieur, il érigea trois grosses croix de bois.
En 1749, Benoît XIV décida que la politique officielle de l'Église serait de faire du Colisée le lieu sacré où les premiers chrétiens ont été martyrisés. Il interdit l'utilisation du Colisée comme carrière, et consacra l'édifice à la Passion du Christ et fit installer un chemin de croix, le déclarant sanctifié par le sang des martyrs chrétiens qui y périrent. Plus tard furent entrepris divers projets de restauration et de stabilisation : sous l'Empire français, la façade fut renforcée par des étais de brique en 1807 et 1827, Napoléon faisant employer 1 800 hommes à la restauration et aux fouilles des principaux monuments de Rome de 1811 à 1814. À la suite de l'occupation de Rome, Napoléon III poursuivit les travaux de restauration et de fouilles. L'intérieur fut restauré en 1831, 1846 et 1930. Avant le nettoyage et les restaurations effectuées au XIXe siècle par des archéologues et ingénieurs, les voyageurs avaient une vision romantique du site, les arcs et les ruines devenues un jardin rempli de fleurs et de verdure leur rappelant la splendeur passée de Rome.
L'arène fut partiellement fouillée en 1810-1814 et en 1874, puis totalement déblayée dans les années 1930. En 1995, débuta un chantier de restauration, le plus important depuis 1836, dont l'objectif était de diminuer le nombre de fragments du monument se détachant et d'ouvrir 85 % du monument au public (contre 15 % en 1995). Les restaurations se poursuivent encore actuellement.

## Architecture

### Extérieur

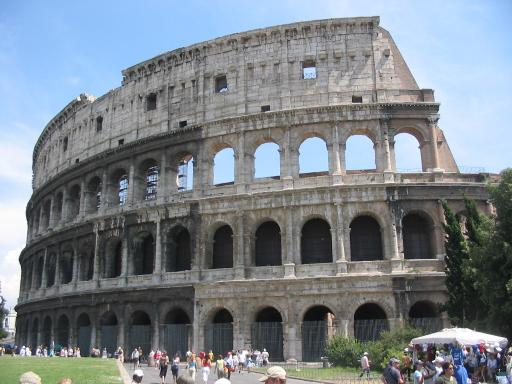
Vue extérieure de la façade construite en grands blocs de travertin blanc, les pierres à gauche étant noircies par la pollution et la brèche à droite étant étayée par des contreforts en brique au début du XIXe siècle.

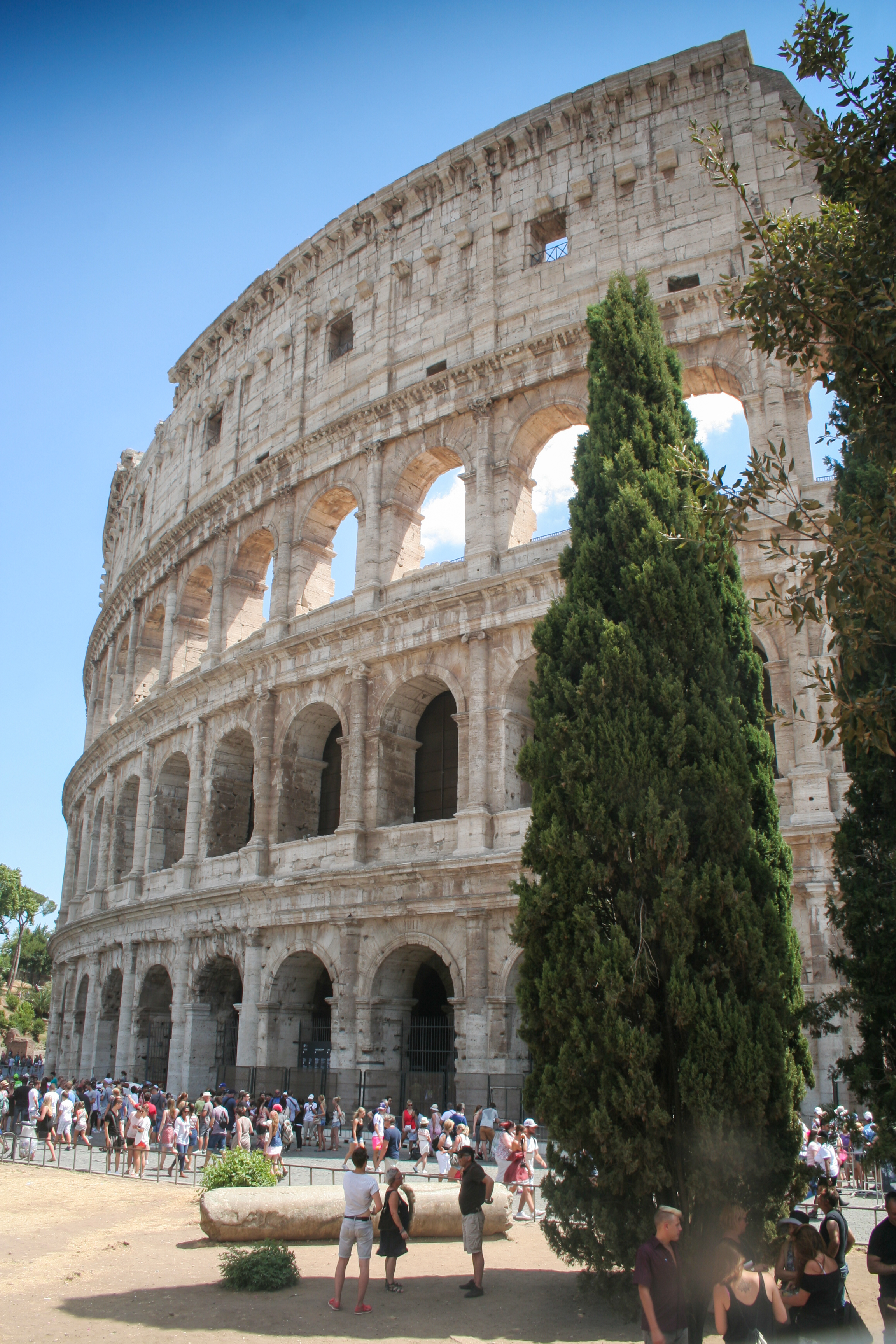
Le Colisée mesure plus de 50 m de hauteur.

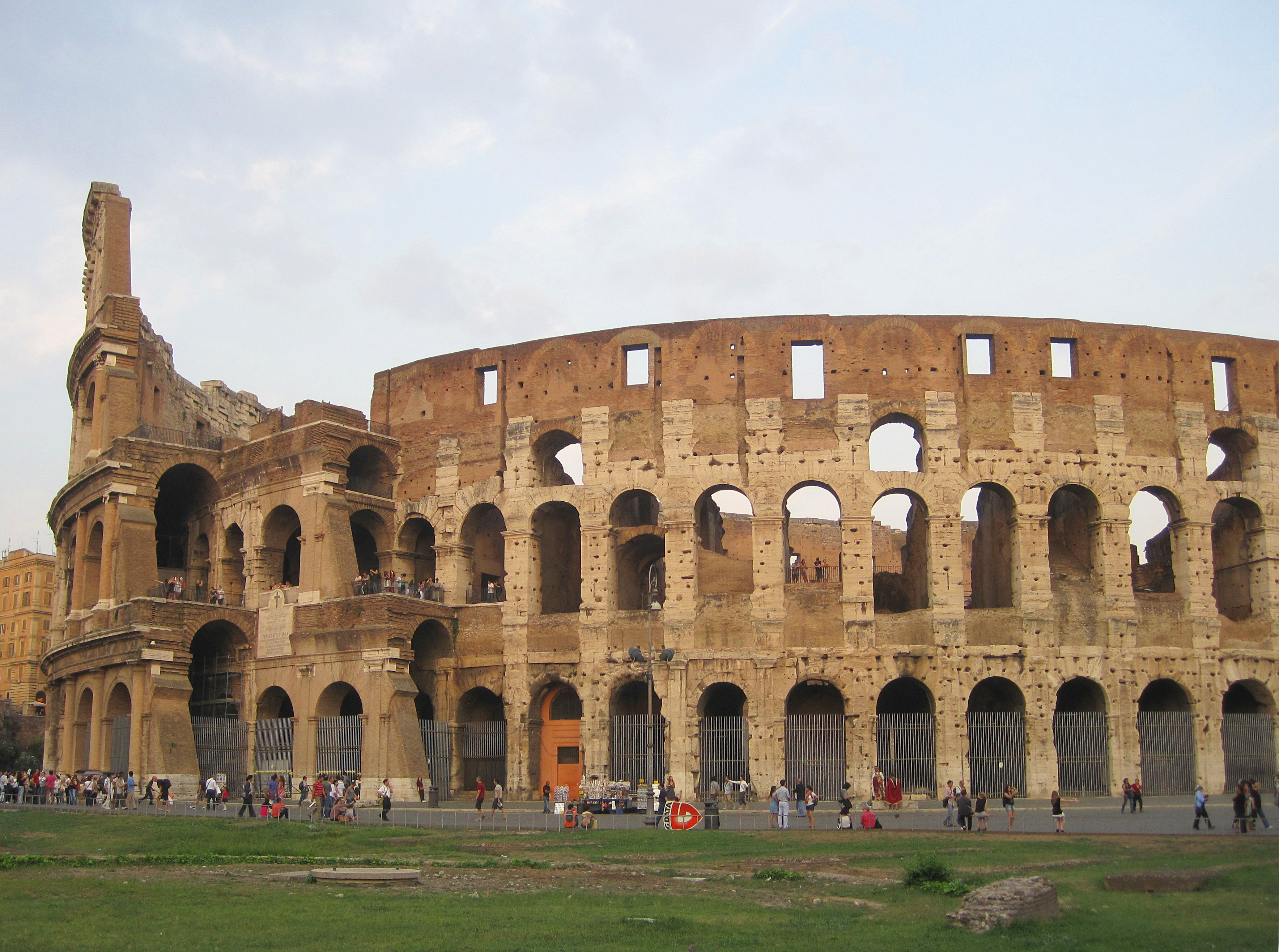
L'extérieur du Colisée, montrant la partie intacte du mur extérieur (à gauche) et la paroi intérieure presque intacte (à droite).

Contrairement aux amphithéâtres antérieurs construits entre deux collines, le Colisée est une structure autonome. Il est de plan ovoïde (courbe polycentrique très proche d'une ellipse), orienté OSO-ENE, de 189 m de long et 156 m de largeur, avec une superficie de 2,4 ha. La hauteur de la paroi extérieure est de 48 m. Le périmètre d'origine mesure 545 m. L'arène centrale est un ovale de 86 m de long et 54 m de largeur, entouré par un mur de 4,5 m de hauteur, qui s'élève jusqu'au niveau des premiers gradins.
Avec ses 250 000 tonnes de pierres, la construction du Colisée a nécessité près de 100 000 m3 de travertin (dont 45 000 pour la paroi extérieure en opus quadratum), montés sans mortier, mais solidarisés par 300 t d'agrafes de fer. Cette roche, issue d'une carrière près de Tibur, fut transportée au Colisée par une route spécialement aménagée à cet effet. Une quantité similaire de blocs de tuf, de briques et de béton en opus caementicium ont également été employés afin d'adapter la résistance des matériaux aux charges et poussées selon les structures (principaux piliers en travertin, murs radiaux en travertin et tuf, voûtes en briques de béton, plus léger que la pierre et plus solide que le mortier traditionnel). Cependant, l'ensemble de la structure a subi d'importants dommages au cours des siècles, avec de larges segments effondrés à la suite de tremblements de terre. Le côté nord du mur d'enceinte est toujours debout ; les rampes de brique à chaque extrémité ont été ajoutées au XIXe siècle pour consolider le mur. Le reste de l'actuel extérieur du Colisée est en fait le mur intérieur d'origine.

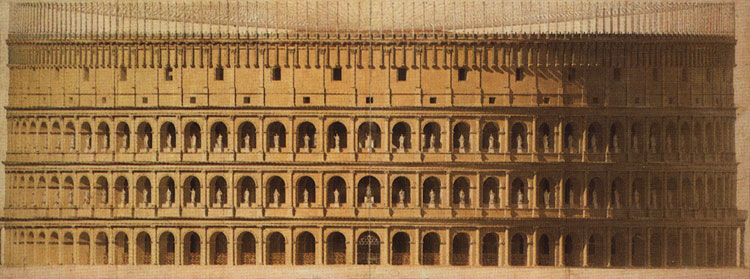
Restitution de la façade monumentale (Joseph-Louis Duc, 1829).

Le bâtiment repose sur une base de deux marches. La partie survivante de la paroi extérieure de la façade monumentale se compose de trois niveaux d'arcades superposés, surmontés d'une plate-forme sur laquelle se dresse un attique de grande hauteur, percé de fenêtres à intervalles réguliers. Seulement 31 arcs de l'anneau extérieur, numérotés de XXIII à LIV, sont restés intacts. Les 80 arcades de chaque niveau sont respectivement encadrées de demi-colonnes de style dorico-toscan (style spécifiquement romain), ionique et corinthien, tandis que l'attique est orné de pilastres composites, les styles de ces trois niveaux devenant l'archétype des amphithéâtres romains postérieurs. Les arcs au rez-de-chaussée font 7,05 m de hauteur pour 4,20 m de largeur. Les arcs aux premier et deuxième étages, qui ne font que 6,45 m de hauteur, étaient ornés de 160 statues en bronze doré hautes de cinq mètres probablement en l'honneur des divinités et des autres personnages de la mythologie classique, tandis que 40 boucliers en bronze ajoutés par Titus rythmaient l'attique et symbolisaient les conquêtes militaires romaines avec le bouclier pris à l'ennemi. Il est possible que les boucliers soient un rappel de ce décor déjà employé dans la basilique Æmilia.

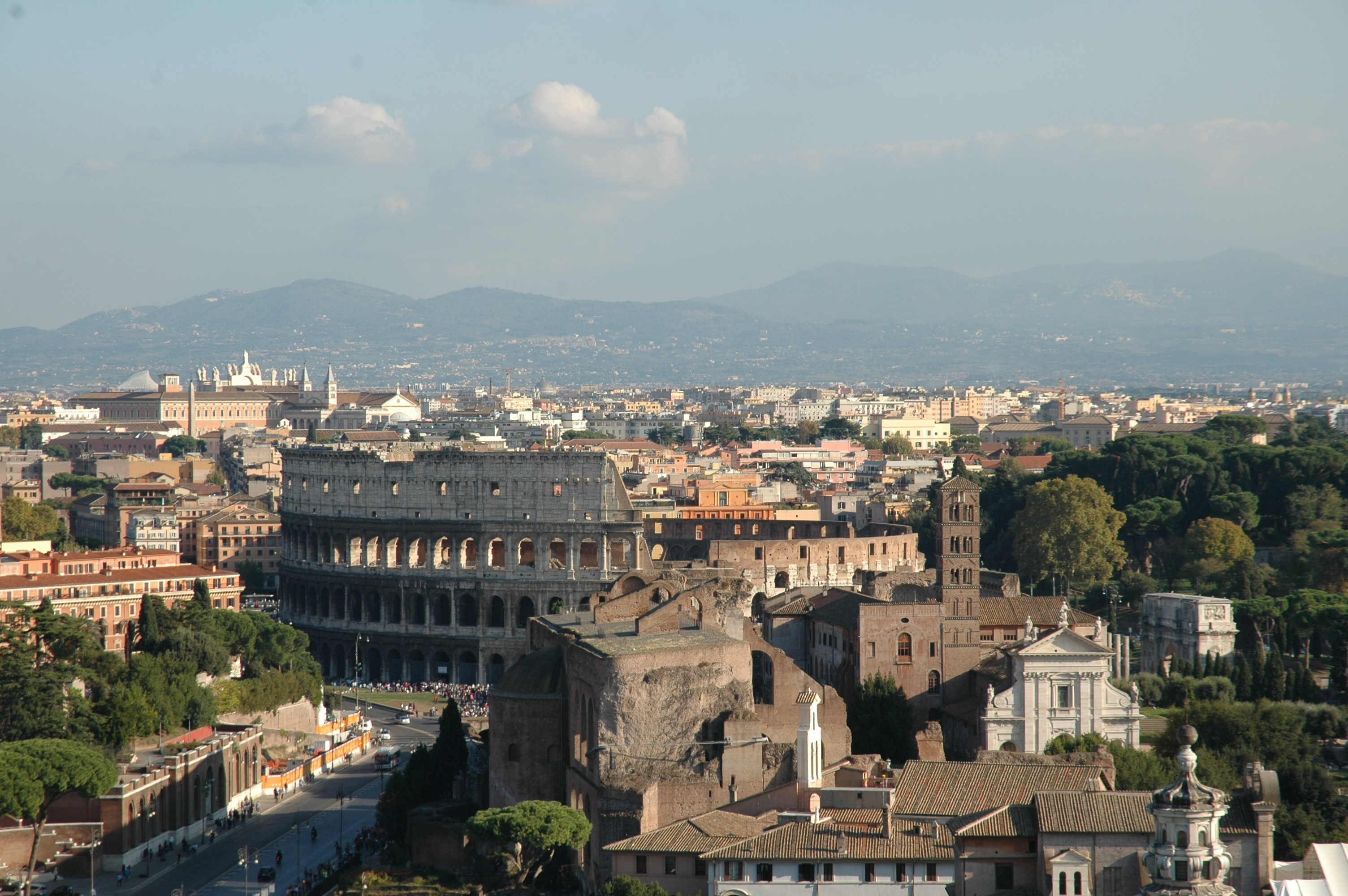
Vue du Colisée depuis le Vittoriano

La construction est favorisée par la répétition d'un motif architectural, le fornix (travée formée d'une arcade et de deux piliers, répétée 80 fois pour constituer le périmètre et trois fois pour l'élévation) rappelant la prostitution qui se déroulait sous ces arcades.
Deux cent quarante mâts d'une vingtaine de mètres de hauteur étaient dressés en encorbellement autour du sommet de l'attique. Ils soutenaient un vaste auvent rétractable, connu sous le nom de velum ou velarium (toile de lin ou de chanvre qui pouvait être colorée pour donner des ambiances particulières), qui abritait les spectateurs du soleil. C'était une immense toile soutenue par un anneau de cordes en filet, avec un trou au centre, entouré d’un anneau de fort cordage (du chanvre de 80 mm de diamètre environ). Il couvrait deux tiers de l'arène, en pente vers le centre pour capter le vent et en diriger une brise vers les spectateurs. Des esclaves et marins, spécialement enrôlés au siège de la marine à Misène et basés à la proche caserne du Castra Misenatium, étaient chargés de la manœuvre du velarium. À noter que des esclaves, armés de vaporisateurs, envoyaient des brumes rafraîchissantes et parfumées (les spartiones) sur les notabilités. Des projections de suaves effluves (eau
mêlée de safran ou de baume) par des pompes à piston pouvaient avoir lieu avant le spectacle. Pour neutraliser l'odeur des bêtes et les relents d'écurie, des brûle-parfums étaient répartis dans l'amphithéâtre.
Le Colisée était entouré d'une place de 17,5 m de large pavée de travertin et délimité par les bornes fixées dans le sol dont la fonction est discutée (ancrage des cordes de rappel du velarium, portes pour filtrer et réguler les accès au monument). Les jours de spectacle, cette place regorgeait de colporteurs et de pickpockets. L'énorme capacité du Colisée rendait indispensable un dispositif d'accès et d'évacuation rapide, pour lequel les architectes mirent au point des solutions similaires à celles que nous connaissons dans nos stades modernes. Quatre-vingts entrées s'ouvraient sur l'extérieur au rez-de-chaussée, dont soixante-seize, numérotées (de même que chaque escalier) étaient destinées aux spectateurs ordinaires. Des grilles sous chaque arc (il ne reste plus que leurs gonds dans le mur) permettaient de réguler le flot de spectateurs. La porte principale nord-ouest (appelée « porta triumphalis » ou « porte de la vie ») était l'entrée principale réservée à la parade inaugurale des gladiateurs et à la sortie des combattants vainqueurs, la porte sud-est (la « porta libitinensis » ou « porte de la mort ») pour emmener les mortellement blessés au spoliarium alors que les deux autres entrées axiales étaient destinées à l'élite (porte sud-ouest empruntée par l'empereur et ses proches, par les sénateurs et les vestales ; porte nord-est par les magistrats et riches patriciens). Les quatre entrées axiales étaient richement décorées de peintures et de reliefs en stuc, dont des fragments nous sont parvenus. Le « passage de Commode » (passage secret du nom de l’empereur qui, selon les sources historiques, y subit un attentat) qui reliait la loge impériale méridionale à l'extérieur (probablement un palais) est le témoin de ce riche décor. Bon nombre des entrées originales extérieures ont disparu avec l'effondrement du mur extérieur, mais les entrées XXIII à LIV survivent encore. Tout l'édifice était probablement peint.
Les spectateurs recevaient des billets sous forme de fragments de poterie numérotés (jeton d'entrée, ou tessera, distribué gratuitement la veille) qui leur donnaient les instructions nécessaires de section et de rangée de sièges. Ils accédaient à leurs places par des vomitoria qui s'ouvraient sur les gradins, le public étant installé en une heure. Dès la fin des jeux ou en cas d'urgence, l'évacuation ne prenait que quelques minutes.

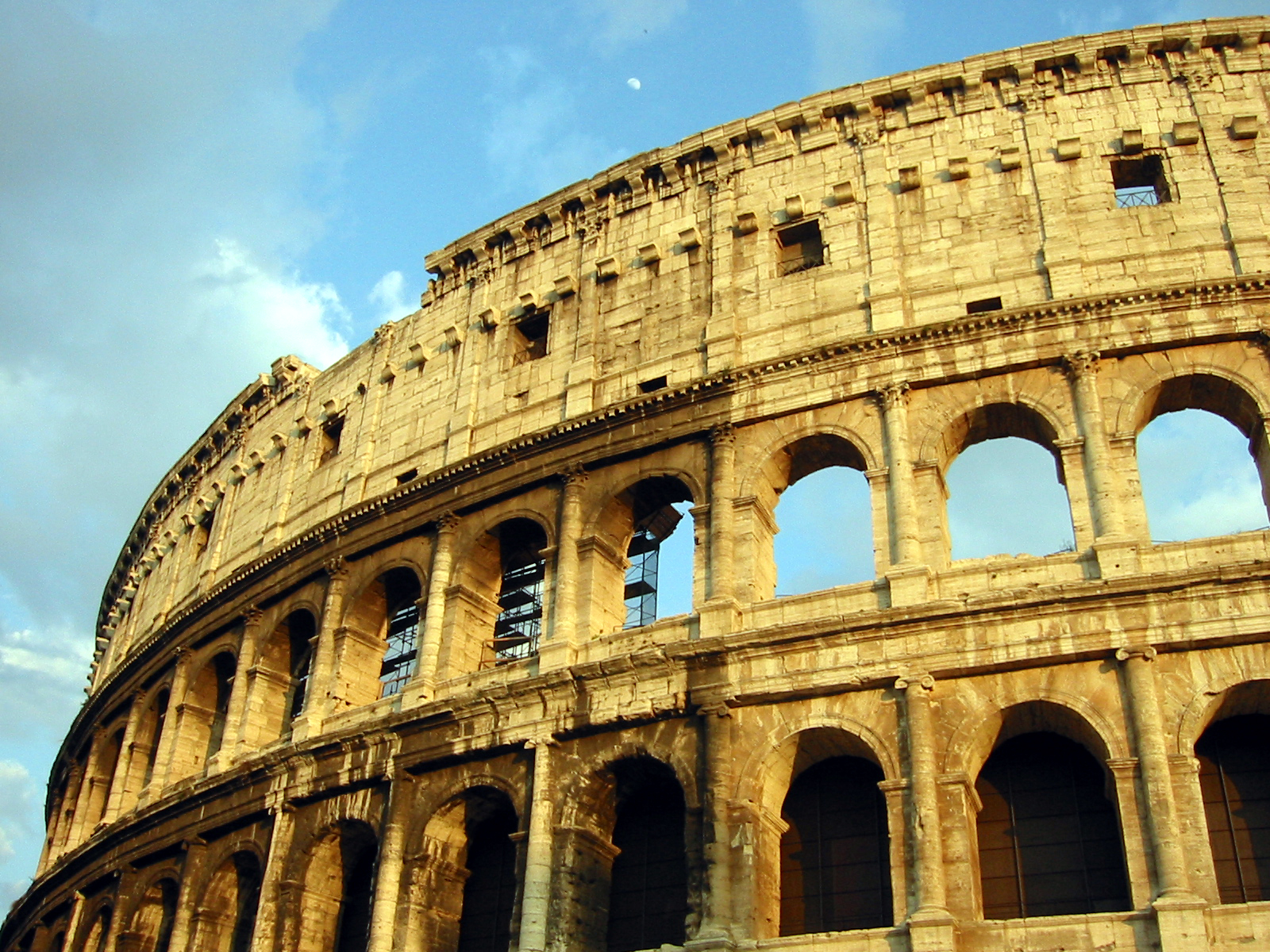
Façade originelle du Colisée.
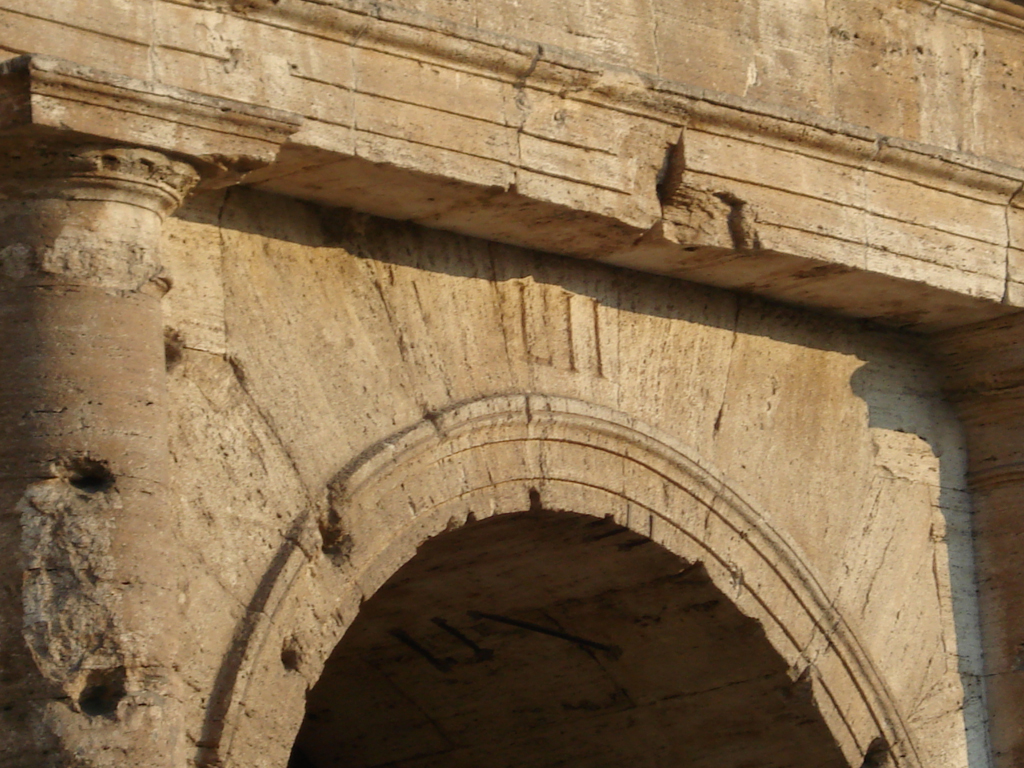
Entrée LII du Colisée, avec chiffres romains encore visibles.
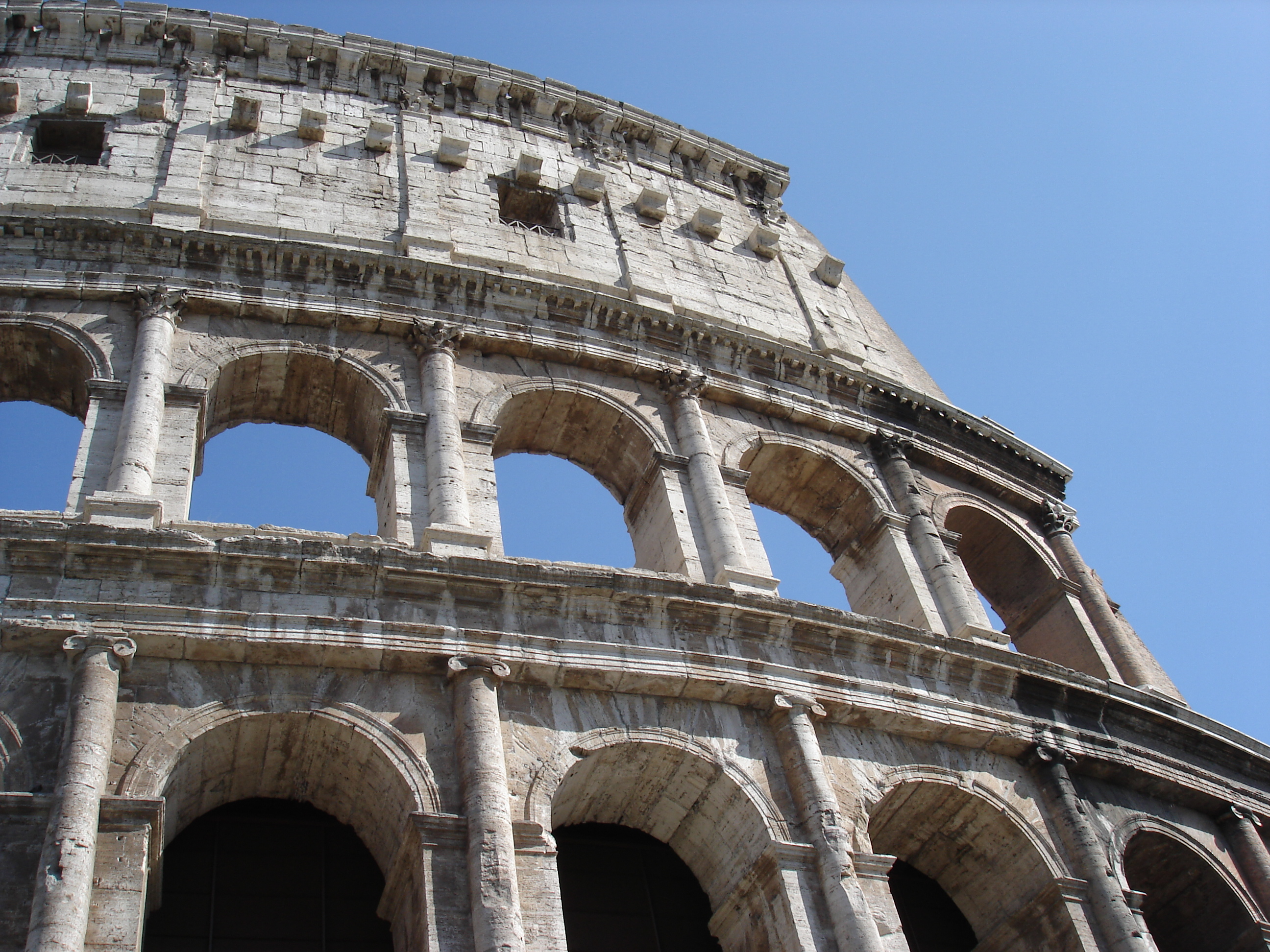
Les trous et 240 consoles marquent l'emplacement des mâts qui supportaient le velum[51].

### Cavea

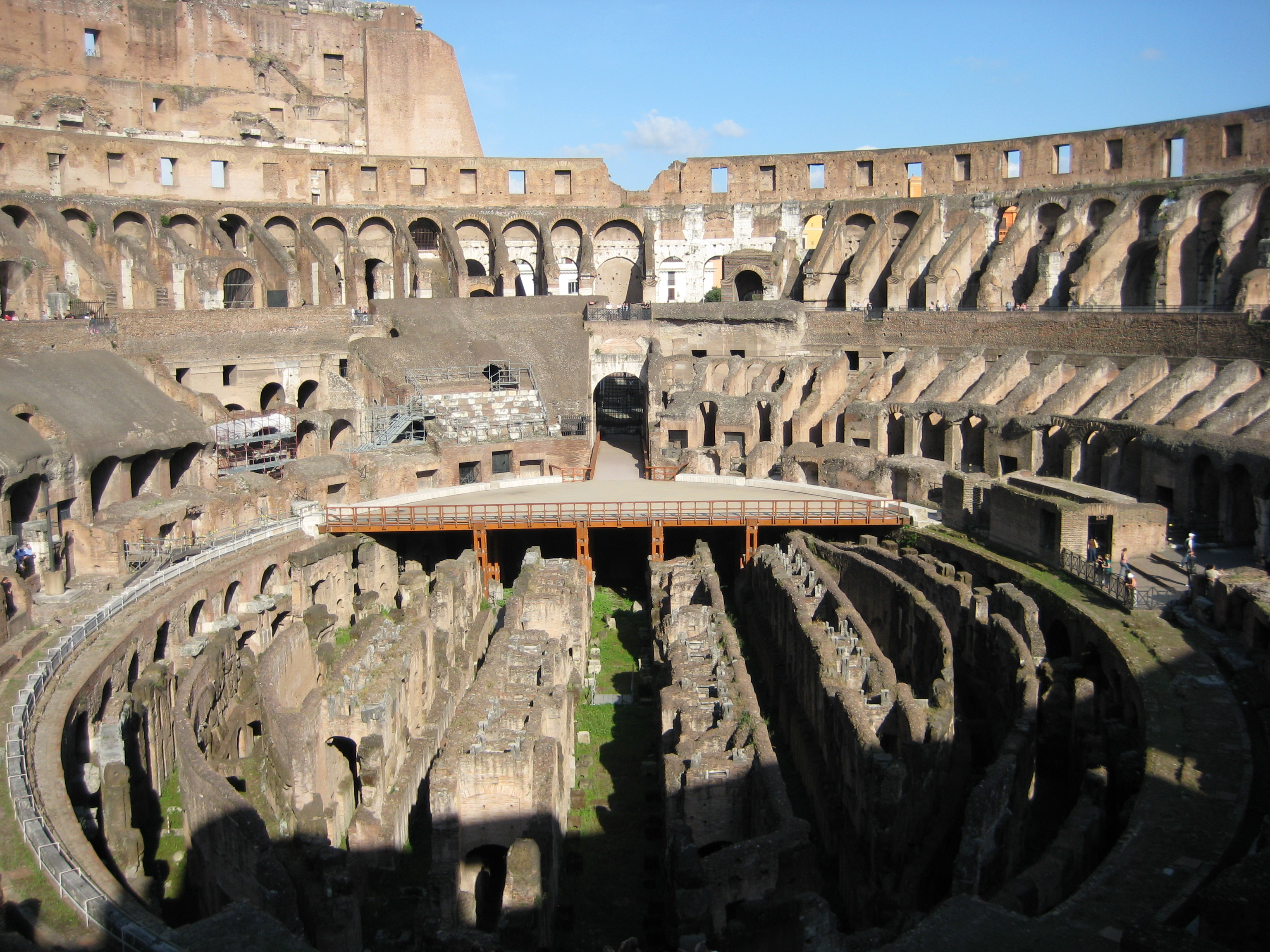
Vue intérieure : le parquet au fond est une reconstitution partielle de la plate-forme en bois de l'arène par la SSBAR en 2001. Les quelques gradins situés à gauche de la « porta libitinensis » sont une reconstitution dans les années 1930.

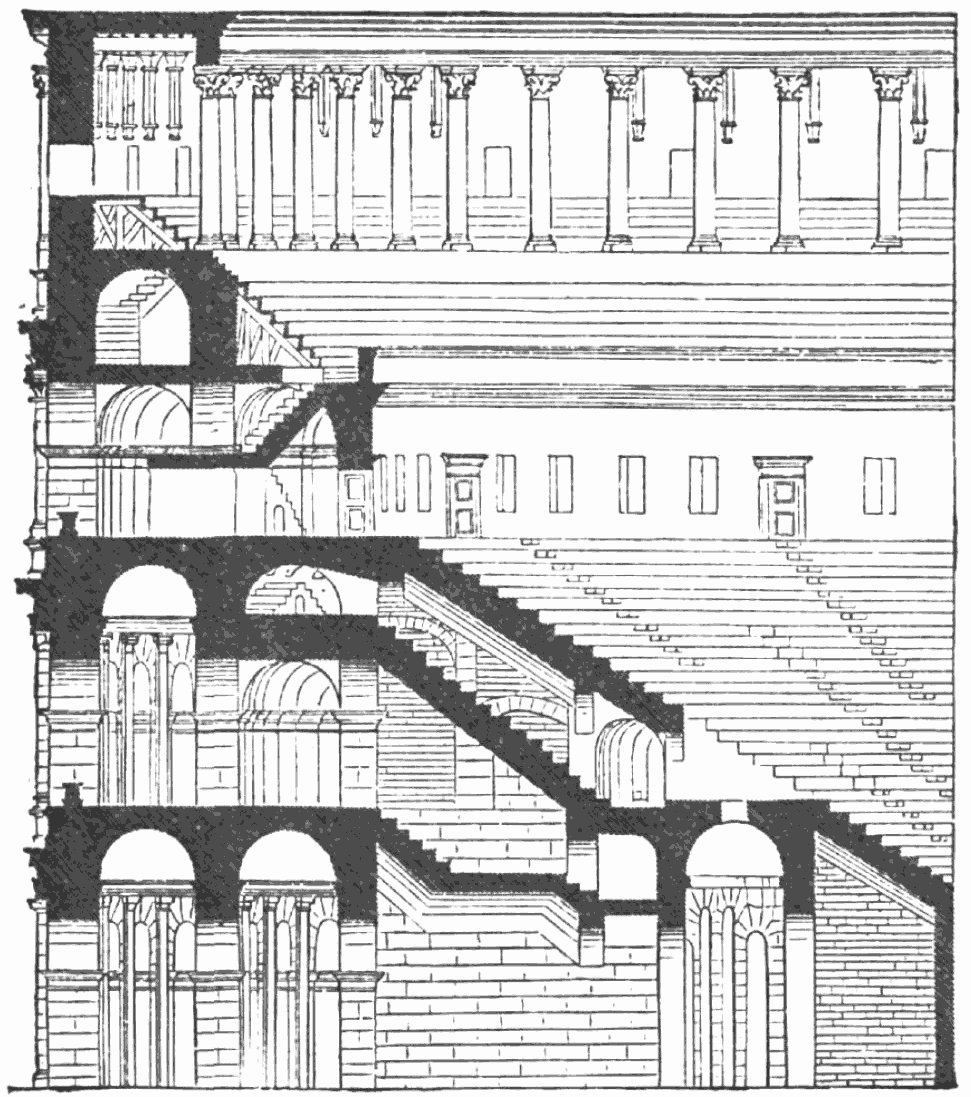
Système complexe d'escaliers, d'après le Lexikon der gesamten Technik (1904) d'Otto Lueger.

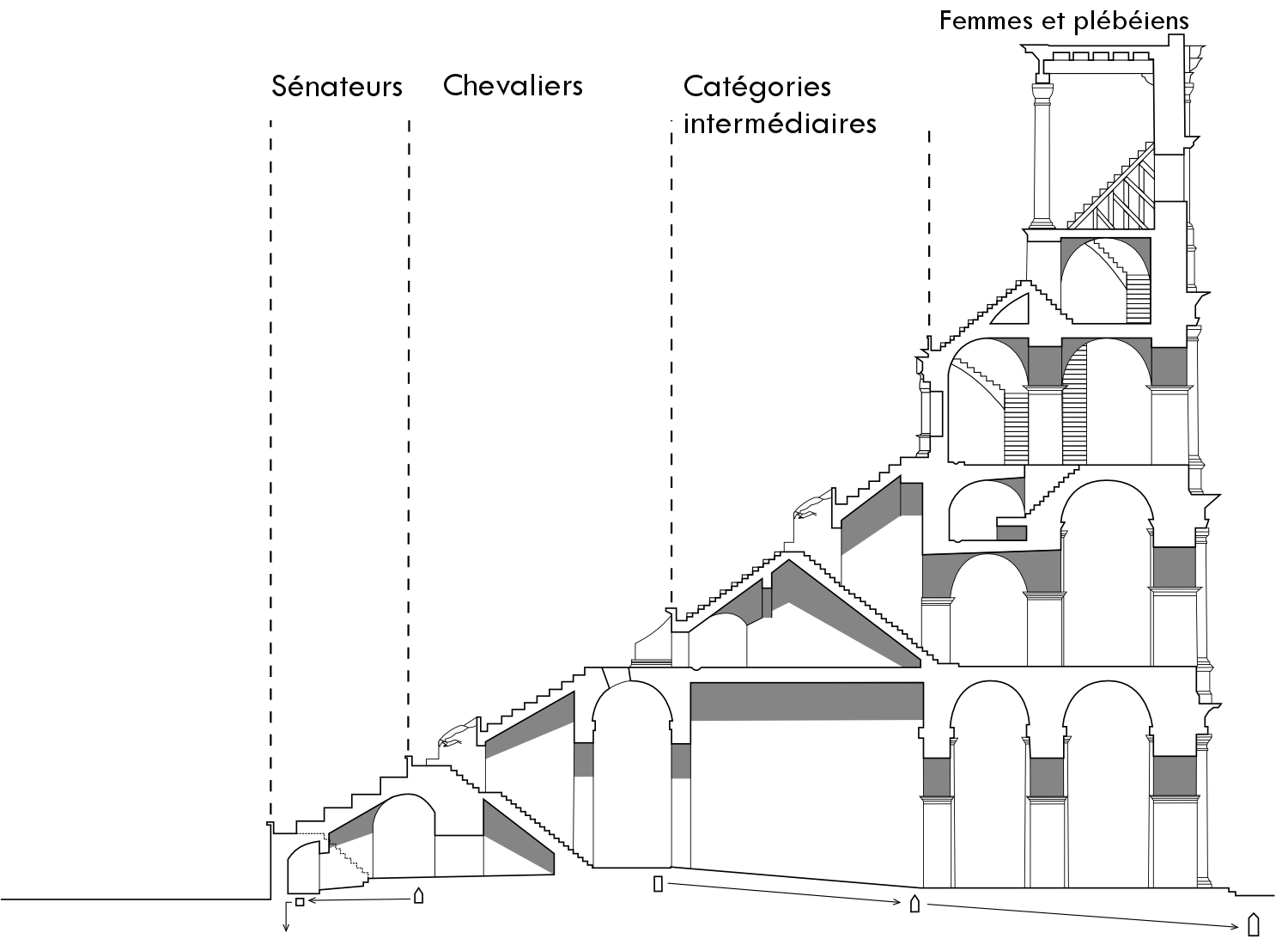
Vue latérale des gradins du Colisée surmontant les quatre corridors, en plus du corridor de service adjacent à l'arène.

L'ensemble des gradins forme la cavea. Les travées inférieures forment un angle de 30°, les supérieurs de 40°, ce qui permet au public en hauteur d'avoir une vue dégagée de l'arène.
Les spectateurs étaient assis dans un arrangement hiérarchisé qui reflète la nature rigide et stratifiée de la société romaine. Des inscriptions gravées sur les gradins indiquent à quelle catégorie de personnes ils étaient destinés, par exemple equitibus romanis (c'est-à-dire « pour les chevaliers romains »), ou encore pædagogis puerorum (« pour les maîtres d'école »).
Des loges spéciales étaient réservées respectivement au sud et nord à l'empereur et aux Vestales, offrant les meilleures vues sur l'arène. Une large plate-forme ou podium, au même niveau, accueillait les spectateurs de classe sénatoriale, autorisés à apporter leur propre chaise. Les noms de certains sénateurs du Ve siècle sont encore gravés dans la pierre.
Le niveau situé juste au-dessus de celui des sénateurs, connu sous le nom de primum mænianum, consistait en neuf travées en marbre occupées par la classe des chevaliers (ordre équestre : equites, noblesse non sénatoriale). Le niveau suivant, le mænianum secundum, était à l'origine réservé aux simples citoyens romains (les plébéiens) et était divisé en deux sections. La partie inférieure (l'immum) était destinée aux citoyens riches, alors que la partie supérieure (le summum) était dévolue à la classe moyenne. Des secteurs spécifiques étaient attribués à d'autres groupes sociaux : par exemple, les garçons avec leurs tuteurs, les soldats en permission, les dignitaires étrangers, les scribes, les hérauts, les prêtres et ainsi de suite. Certaines zones étaient réservées à des groupes spécifiques. Les sièges de pierre, et plus tard de marbre étaient rendus plus confortables par les coussins que chacun apportait pour son propre usage.
Deux niveaux supplémentaires, le mænianum summum secundum et le mænianum secundum in ligneis, ("2e étage en bois") furent ajoutés au sommet de l'édifice sous le règne de Domitien. Ce dernier consistait en une galerie destinée aux pauvres, aux esclaves et aux femmes, avec des places debout ou aménagées succinctement sur des tribunes de bois en pente très raide. Certains groupes étaient totalement exclus du Colisée, notamment les fossoyeurs, les acteurs et les anciens gladiateurs.
Chaque niveau, divisé en sections (mæniana) par des passages en courbe (larges couloirs appelés praecinctiones) et des murets baltei), était subdivisé en cunei, ou portions, et par les allées et les marches des vomitoria. Chaque rangée (gradus) avait ses sièges numérotés, permettant de désigner précisément chaque siège par son gradus, son cuneus et son numéro propre.

### Arène et hypogée

L'arène du Colisée, montrant l'hypogée.

L'arène mesure 83 × 48 m (280 × 163 pieds romains). Elle est composée d'un plancher de bois recouvert de sable (le mot latin arena ou harena signifie « sable ») qui évitait aux combattants de glisser, absorbait facilement le sang répandu et pouvait être rapidement remplacé. L'arène couvre une vaste structure souterraine appelée « hypogée » (nom masculin d'origine grecque, littéralement "le sous-sol": hupo (sous) et gê (la terre)). Il reste peu actuellement de l'arène originale, mais l’hypogée est encore bien visible : à la suite des fouilles entreprises en 1803, les souterrains sont envahis par les eaux d'égouts et de pluie, et il a fallu attendre les années 1880 pour que des pompes performantes puissent évacuer ces eaux et permettre la reprise des fouilles. Les souterrains sont édifiés quelques années après l’inauguration de l’amphithéâtre, à l’époque de Domitien (81-96 apr. J.-C.).
L'hypogée (du grec hupo, « sous », et gê, « terre ») construit sous l'empereur Domitien était divisé en 15 couloirs réalisés en brique et blocs de tuf, bâtis parallèlement à une galerie centrale qui suivait le grand axe de l’ellipse (est-ouest). Formé de quinze grands couloirs longitudinaux et transversaux qui divisaient l'espace en une soixantaine  de salles, il était constitué d'un réseau à deux niveaux souterrains de tunnels et de cages situés sous l'arène, où gladiateurs et animaux se tenaient prêts avant le spectacle. Quatre-vingts puits verticaux fournissaient un accès instantané à l'arène pour les animaux en cage et les accessoires de scène ; des plates-formes à charnières de plus grandes dimensions, appelées hegmata, permettaient l'accès des éléphants et autres grands animaux. L'hypogée a été restructuré à maintes reprises au cours des cinq siècles de fonctionnement du Colisée, et l'on peut distinguer au moins douze différentes phases de construction.
L'hypogée était relié par des tunnels souterrains à un certain nombre de points en dehors du Colisée. Les animaux et leurs dresseurs pouvaient rejoindre par un tunnel les écuries situées à proximité, de même que les gladiateurs pouvaient rallier sans peine à partir du couloir central leur caserne du Ludus Magnus, toujours visible, juste à l'est du Colisée. Des tunnels spéciaux étaient réservés à l'empereur et aux Vestales, afin qu'ils puissent rejoindre leurs loges sans avoir à se mêler à la foule.
Des quantités de machines de toutes sortes étaient entreposées dans l'hypogée. Toute une machinerie scénique actionnée par des cordages reliés à des treuils, des palans et des cabestans (des socles en pierre dans laquelle était attelée la pièce en bronze de ces treuils sont encore visibles au sol) mis en mouvement par des centaines esclaves (huit par treuil en moyenne), permettait de hisser jusqu'à la surface de l'arène, les cages des fauves, les plateaux mobiles supportant des décors et des accessoires, ou des plates-formes contenant des gladiateurs. 28 élévateurs (structures en bois faisant office d'ascenseurs, étaient montés et descendus à l'aide de ces cordages et de poulies dans la partie supérieure de ces monte-charge). Ces effets qui augmentent la spectacularisation de l'événement, étaient aussi rendus possibles par la nature de la couverture du sous-sol, en grande partie constituée d'un plancher de bois composé d'éléments amovibles, de rampes et de trappes. Il existe des preuves de l'existence de grands mécanismes hydrauliques permettant d'inonder rapidement l'arène, vraisemblablement par le biais d'une connexion à un aqueduc situé à proximité.

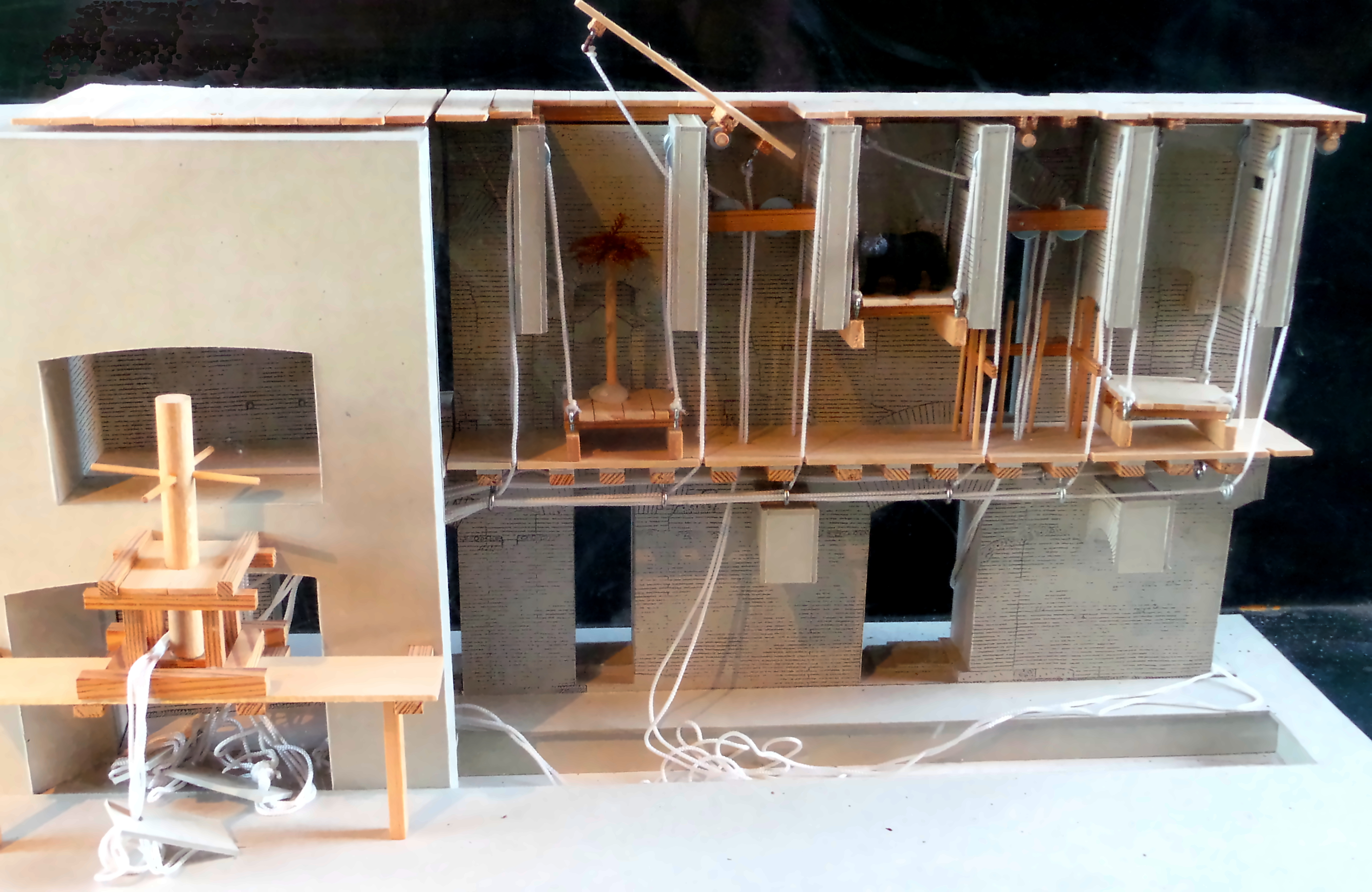
Modèle en coupe de l'hypogée montrant la machinerie scénique.
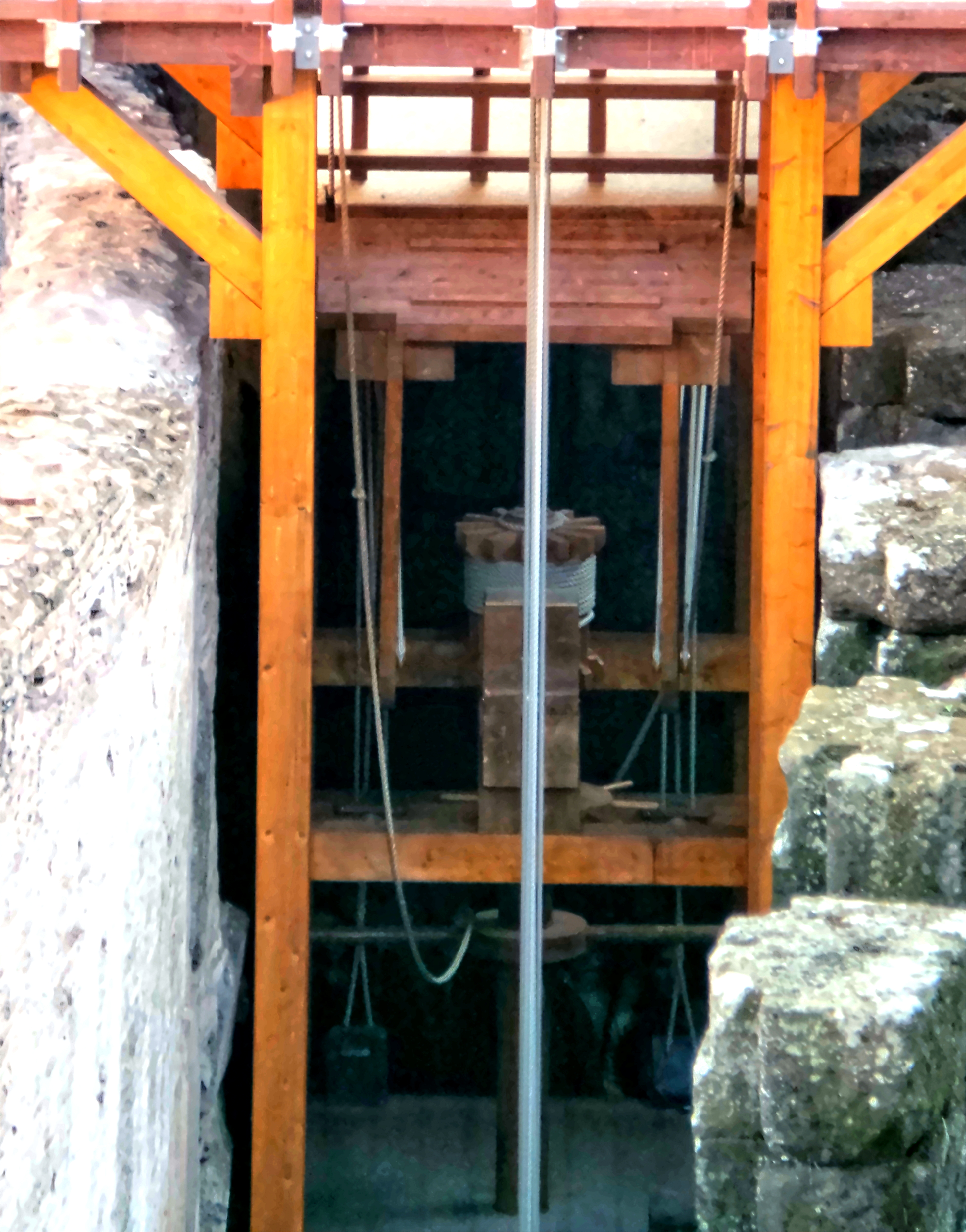
Reconstitution d'un élévateur.
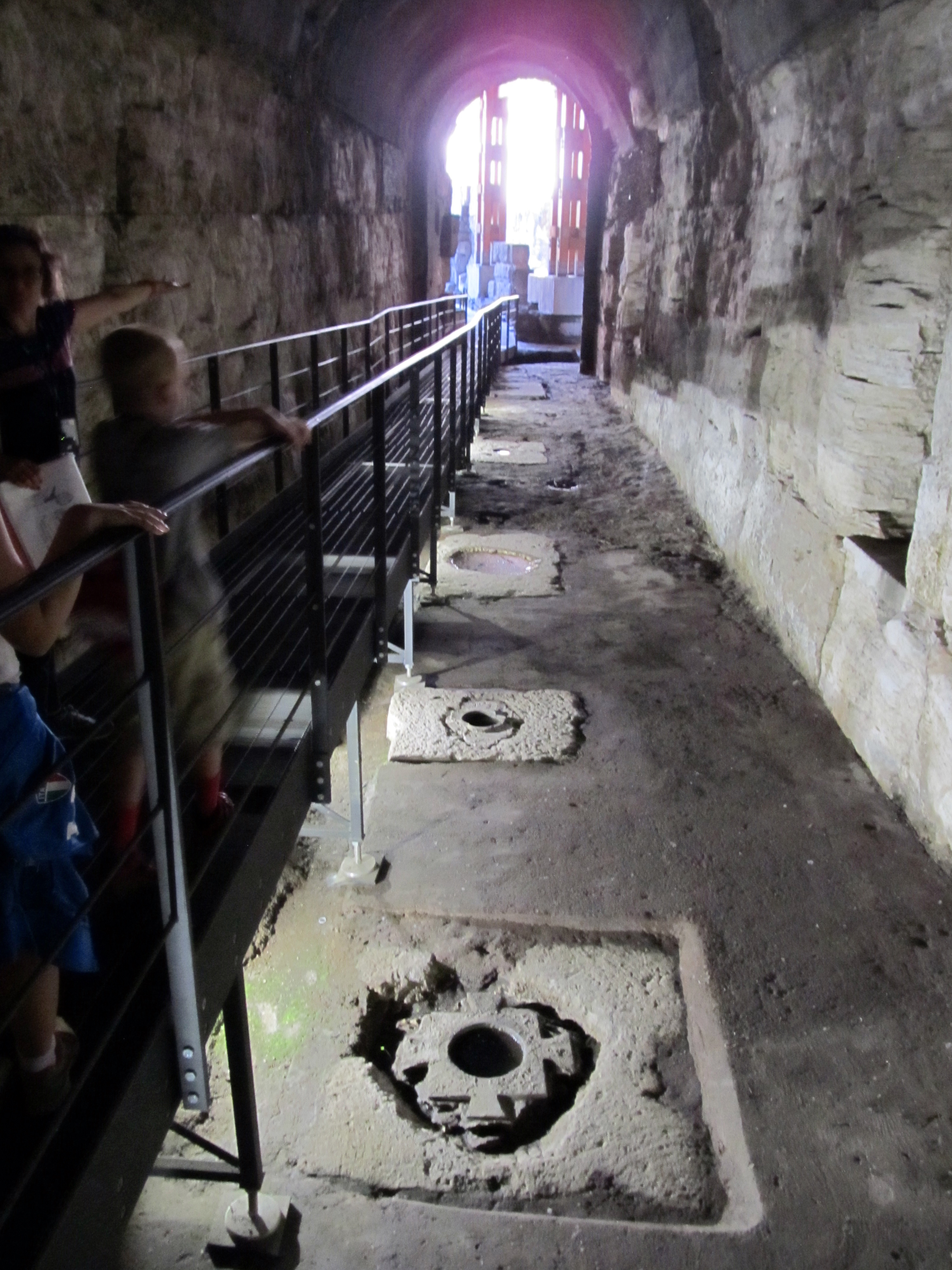
Dans le sol subsistent les trous doublés de bronze dans lesquelles étaient encastrés les treuils

### Installations annexes
Le Colisée attira dans son orbite toutes sortes d'activités annexes dans le voisinage : en plus de l'amphithéâtre lui-même, de nombreux autres bâtiments implantés à proximité étaient liés aux jeux. Immédiatement à l'est se trouvent les importants vestiges du Ludus Magnus, une école d'entraînement des gladiateurs, reliée au Colisée par un passage souterrain. Le Ludus Magnus avait sa propre arène, qui était elle-même une attraction populaire pour les spectateurs romains. D'autres écoles d'entraînement s'étaient installées dans la même zone, le Ludus Matutinus ("école du matin"), où étaient formés les chasseurs d'animaux, en plus des écoles des Daces et des Gaulois.
À l'intérieur du Colisée se trouve l'Eglise Santa Maria della Pietà al Colosseo qui est un lieu de culte catholique. De taille modeste, elle est insérée dans une des arcades de l’amphithéâtre Flavien et a probablement été construite entre le VIe et le VIIe siècle bien que la première information certaine concernant son existence ne remonte qu'au XIVe siècle. Cette église représente depuis toujours un lieu de culte en mémoire des martyres chrétiens ayant perdu la vie à l'intérieur du Colisée. Elle fut fréquentée par de nombreux saints notamment Ignace de Loyola, Philippe Néri et Camille de Lellis. L'archéologue romain Mariano Armellini a déclaré que cette chapelle : « (...) était destinée à l'origine à être la garde-robe de la compagnie de théâtre qui donnait des représentations dans l'arène de l'amphithéâtre, notamment le drame la Passion de Jésus-Christ, usage qui fut maintenu jusqu'aux temps de Paul IV. » Plus tard en 1622, l'édicule fut acheté par la Confraternité du Gonfalone qui le transforma en oratoire. Il lui appartint jusqu'en 1936 puis il changea de main et fut confié au Cercle San Pietro à partir de 1955. Cette organisation le dirige toujours et y célèbre des messes tous les samedis et dimanches[réf. souhaitée].
À proximité également se tenait l'Armamentarium, comprenant une armurerie pour stocker les armes, le Summum Choragium, où les machines étaient entreposées, le Sanitarium, où l'on soignait les gladiateurs blessés, et le Spoliarium, où les corps des gladiateurs morts étaient dépouillés de leurs armes et évacués.
Sur le périmètre du Colisée, à une distance de 18 m du périmètre, était disposée toute une série de grosses bornes de pierre, dont cinq subsistent du côté est. Diverses explications de leur présence ont été avancées : elles pourraient avoir marqué une frontière religieuse, ou bien une limite extérieure pour le contrôle des billets, ou encore des points d'ancrage pour le velarium.
Juste à côté du Colisée se dressait la Meta Sudans, et plus tard vint l'Arc de Constantin.

### Velum
Le velum, appelé également velarium, était une toile de protection, qui était tendue au-dessus du Colisée afin de protéger les spectateurs du soleil ou de la pluie. Il se composait d’un grand nombre de bandes trapézoïdales, déployées à l’aide des cordes roulées par des treuils. La toile descendait le plus bas possible afin de mieux protéger les spectateurs contre le soleil. Les nombreux travaux réalisés par les archéologues pendant les dernières années ont pu démontrer que l’heure pendant laquelle la protection était moins favorable était quand le soleil reste le plus bas dans le ciel (alors le matin ou le soir). Des études récentes, ont examiné l’influence du velum sur l’acoustique de l’amphithéâtre. Ces études ne peuvent pas apporter des résultats très concrets car la taille même du velum n’est pas connue.
La découverte du velum a eu lieu en 1876, quand les archéologues ont mis au jour une fresque dans une maison de Pompéi, qui illustrait l’amphithéâtre de la ville avec une grande pièce de tissu qui couvrait la semi-totalité des cavea. Jusqu’à nos jours, aucune image de cette période ne montre le velum déployé. Après que l’existence des voiles ait été établie par les études archéologiques, cette conviction a été confirmée par un graffiti « publicitaire » déjà connu, trouvé à Rome, qui finissait par la phrase suivante : « et uela erunt », littéralement « et il y aura des voiles ».
Les représentations des vela romains ont commencé dès la fin du XIXe siècle. Les premières tentatives étaient plutôt fantaisistes, sans avoir comme base des faits archéologiques. En 1999, Philippe Fleury, un archéologue français, a proposé une représentation du velum assez différente : un immense anneau central était levé 18 mètres au-dessus de l’arène afin de soutenir les 240 pans du velum, qui étaient déployés à l’aide d’un ensemble de treuils et de cordages (qui pesaient 68 tonnes). Le velum avait alors, la forme d’un entonnoir. Jusqu’à nos jours, cette représentation reste une des plus respectées dans le domaine de l’archéologie mais elle ne présente presque aucune ressemblance avec le velum de la peinture de Pompéi,.

## Rôle du Colisée

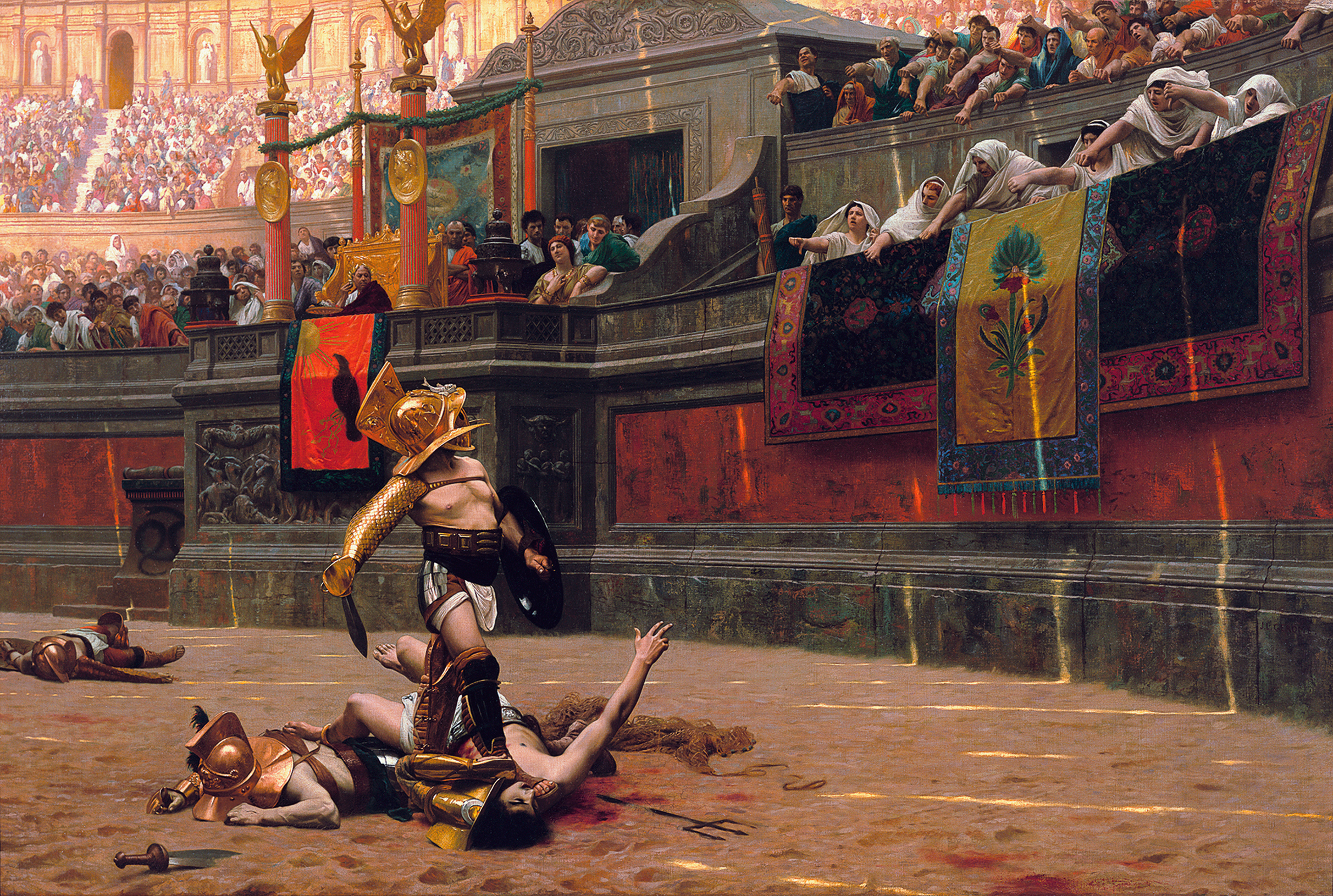
Pollice verso (« Bas les pouces ! ») par Jean-Léon Gérôme, 1872.

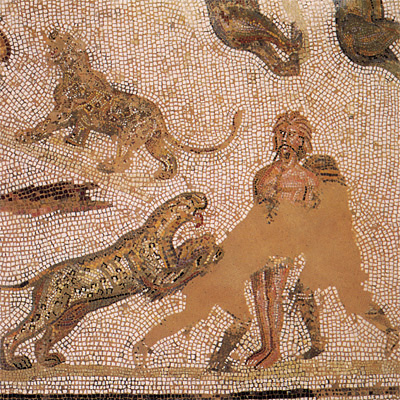
Scène de damnatio ad bestias.

Le Colisée a été utilisé pour accueillir des combats de gladiateurs et d'autres jeux très variés. Le matin, après un tour initial sur l’arène de tous les participants pour se présenter au public (la pompa gladiatoria), avait lieu un type de spectacle très populaire : la chasse aux animaux sauvages, ou venatio, qui faisait appel à une grande variété de bêtes sauvages, principalement importées d'Afrique, telles que rhinocéros, hippopotames, éléphants, girafes, lions, panthères, crocodiles, gnous et autruches. Des batailles et des chasses étaient souvent mises en scène parmi des décors comprenant des arbres et des bâtiments. Pendant l’après-midi se déroulaient les spectacles appelés munera qui ont toujours été donnés par des individus (appelés munerarii ou editores) plutôt que par l'État. Ils avaient une forte connotation religieuse, mais démontraient aussi la puissance et le prestige de la famille, auprès de la population qui les appréciait immensément. Ces fêtes prenaient parfois une ampleur exceptionnelle : il est rapporté que Trajan, en 107, a fêté ses victoires sur les Daces par des jeux impliquant 11 000 animaux et 10 000 gladiateurs, durant 123 jours.
Les écrivains anciens rapportent que le Colisée a vu se dérouler, dès les premiers jours (et avant la construction de l'hypogée), des naumachies, plus communément appelées navalia proelia (reconstitutions et mise-en-scène de combats navals avec de vrais morts).
Il est consigné dans les comptes des jeux inauguraux offerts en 80 par Titus que l'arène remplie d'eau a alors accueilli des courses de chevaux et de taureaux spécialement entraînés à nager. Il est également fait état de la reconstitution d'une très fameuse bataille navale entre les Grecs de Corfou et de Corinthe.
Cela a fait l'objet d'un débat entre les historiens, bien que l'approvisionnement en eau n'eût pas été un problème, de savoir comment on avait pu rendre l'arène suffisamment étanche et trouver assez d'espace pour y faire évoluer des navires de guerre. On peut penser que ces grands spectacles navals avaient lieu dans le volume vide occupé par la suite par l'hypogée, tel que nous le voyons encore aujourd'hui.
Des sylvae ou recréations champêtres ont également eu leur place dans les Jeux de l'amphithéâtre. Des peintres, techniciens et architectes s'appliquaient à reconstituer toute une forêt, avec de vrais arbres et arbustes plantés dans le sable de l'arène. Cette forêt apparaissait progressivement peuplée d'animaux introduits tour à tour pour le plus grand plaisir de la foule. Ces scènes pouvaient simplement montrer à la population urbaine les scènes de la nature sauvage, ou bien devenir la toile de fond de chasses ou de scènes illustrant des épisodes de la mythologie.
Pendant l'intervalle du déjeuner, sur l'arène on exécutait des condamnations à mort. Lors de l'exposition aux bêtes, la damnatio ad bestias, le condamné était généralement lié à un poteau et poussé vers les bêtes. Occasionnellement, les décors ont pu être utilisés pour des exécutions dans lesquelles le héros de l'histoire - joué par un malheureux condamné - était tué de la façon dont le relataient les récits mythologiques -, dévoré par des fauves ou d'une autre façon. Cette partie du spectacle était la moins prisée, de nombreux spectateurs en profitant pour s'alimenter ou se rafraîchir à la cinquantaine de fontaines disposées dans le Colisée.

## Flore

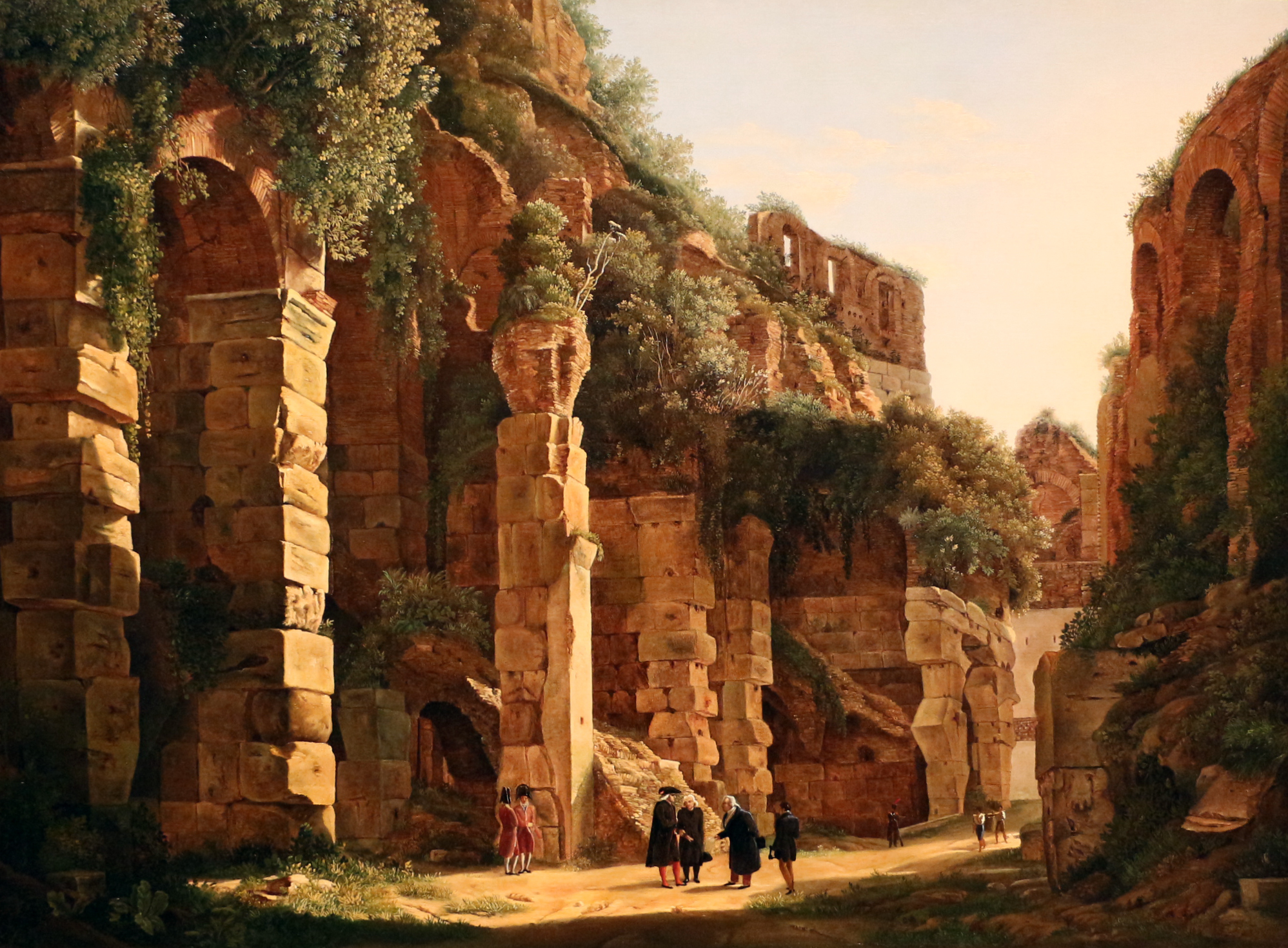
Peinture de Franz Ludwig Catel, Dentro il colosseo, 1823.

En raison de son abandon et de ses utilisations successives, le Colisée est abondamment colonisé par différentes communautés végétales. Plusieurs botanistes se sont intéressés à l'analyse de cette flore particulière, la première datant de 1643 par Panaroli (it). Au XIXe siècle, des listes de la flore spontanée sont compilées en 1815 par Sebastiani (d), en 1855 par Deakin (d) et en 1874-1878 par Mazzanti. En 1951, Anzalone (d) entreprend une vaste analyse de la flore des murs de Rome, dont celle du Colisée. Enfin, après des désherbages, dont certains avec des biocides chimiques, un nouveau relevé floristique est effectué en 2001.
Le regard porté sur ces ruines colonisées par une végétation spontanée change selon les époques et les botanistes. Par exemple, lorsque l'érudit italien Poggio Bracciolini le visite en 1430, il se lamente sur le site des ruines et s'exclame. « Ce spectacle du monde, comme il est tombé ! Comme il a changé ! Comme il est défiguré ! Le chemin de la victoire est effacé par les vignes. » Mais d'autres ont vu une beauté romantique de l'arène réensauvagée comme Charles Dickens, dans ses Images d'Italie de 1846 :

« Le voir s'écrouler là, d'un pouce par an ; ses murs et ses arches envahis par la verdure ; ses couloirs ouverts au jour ; l'herbe haute qui pousse dans ses porches ; les jeunes arbres d'hier, qui poussent sur ses parapets déchiquetés, et qui portent des fruits : produit fortuit des graines que laissent tomber les oiseaux qui construisent leurs nids dans ses fentes et ses recoins ; voir sa fosse de combat remplie de terre... est le spectacle le plus impressionnant, le plus majestueux, le plus solennel, le plus grandiose, le plus majestueux, le plus triste qu'on puisse concevoir. »

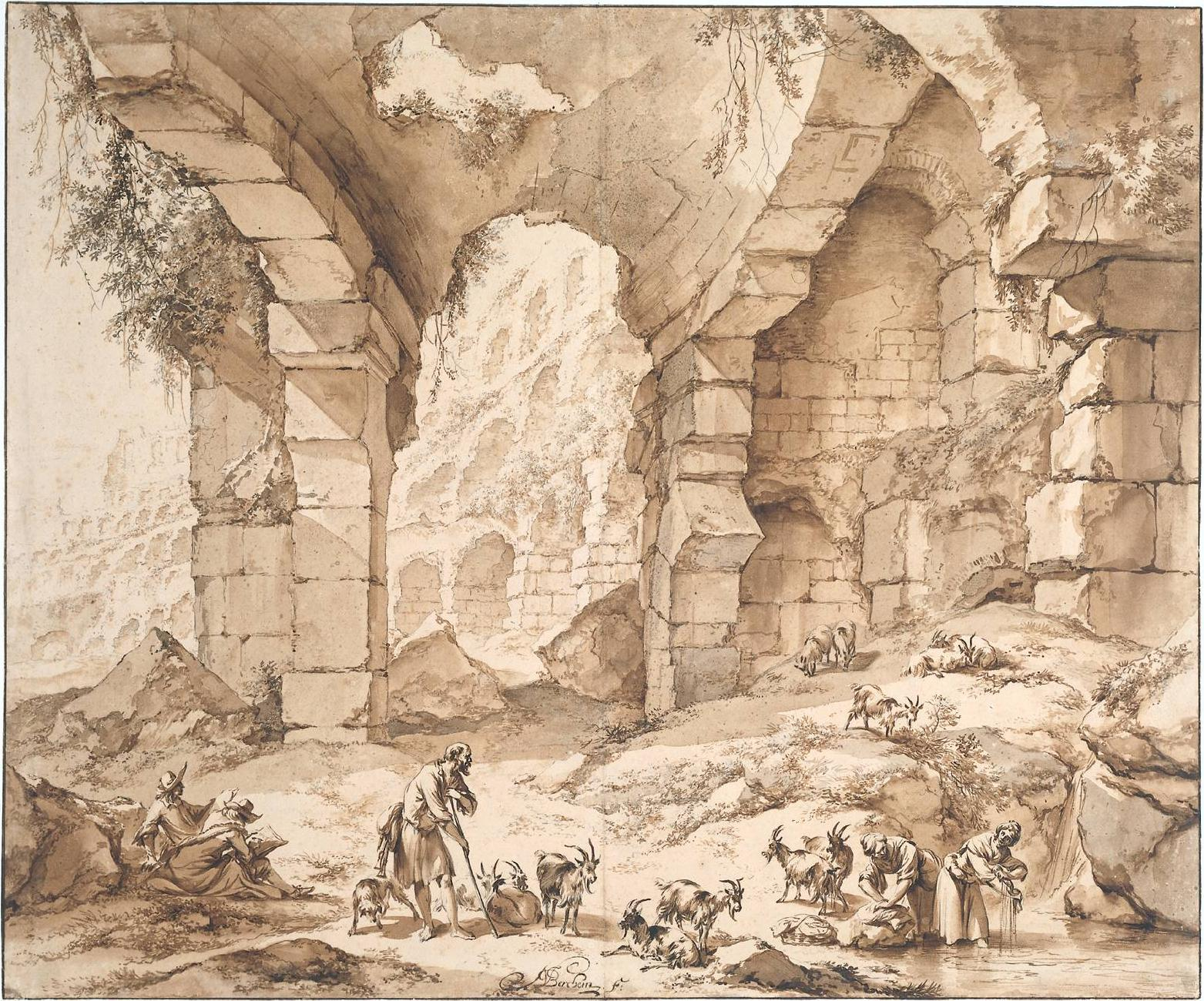
Troupeau de chèvres pacageant dans le Colisée (dessin à la plume de Nicolaes Berchem intitulé View of the Colosseum in Rome datant d'entre 1679 et 1683).

Le Colisée présente un faciès sec et chaud sur son côté sud et un faciès frais et humide au nord. Aux XVIIIe et XIXe siècles, les ruines sont pacagées par de petits troupeaux de brebis et de chèvres et quelques paysans y récoltent du foin. Les relevés botaniques toutes dates confondues comportent un maximum de 418 espèces, issues de 366 genres et de 84 familles principalement des Astéracées, des Poacées, des Fabacées, des Lamiacées et des Brassicacées. Deux petites centaines d'espèces sont très communes, et 135 sont fréquentes à toutes les périodes. Il s'agit principalement de plantes herbacées rudérales, largement répandues dans les pâturages plus ou moins nitrophiles, ou pionnières sur les rochers et les grèves. Les ligneux sont particulièrement représentés par de nombreux figuiers, oléastres, pistachiers et ronces à feuilles d'orme. Il constituent un préalable aux plantes forestières qui restent cependant rares,.
L'inventaire de 2001 comptabilise 242 espèces. 117 ont disparu de la flore du Colisée depuis le XIXe siècle tout comme de la Flore de Rome. 70 espèces ne sont répertoriées qu'à partir de 1951. Ces dernières sont des néophytes principalement d'origine américaine, issues de plantes cultivées et naturalisées comme Ailanthus altissima, Celtis australis, Ulmus minor, Acer negundo, Broussonetia papyrifera, Platanus hybrida et Robinia pseudoacacia. Parmi les herbacées, les annuelles sont plus représentées que les pérennes ; ceci étant certainement lié aux désherbages plus fréquents. De même, les espèces propres aux habitats riches en azote sont plus présentes, alors que les espèces liées aux prairies et champs cultivées diminuent. C'est également le cas des espèces liées au climat sec et chaud qui dominent au XXIe siècle et suivent les contraintes du changement climatique. Tout de même, certaines plantes trouvent refuge au sein des ruines du Colisée comme Asphodelus fistulosus et Sedum dasyphyllum qui se révèlent très rares dans l'environnement urbain alentour,.

## Aujourd'hui
Le Colisée est devenu une attraction touristique majeure de Rome. Au XIXe siècle, le peintre Camille Corot le représente À travers les arcades de la Basilique de Constantin dans un tableau de 1825, et du haut des jardins Farnèse en 1826. Ces tableaux sont conservés au Musée du Louvre.

Tableaux de Corot au Louvre
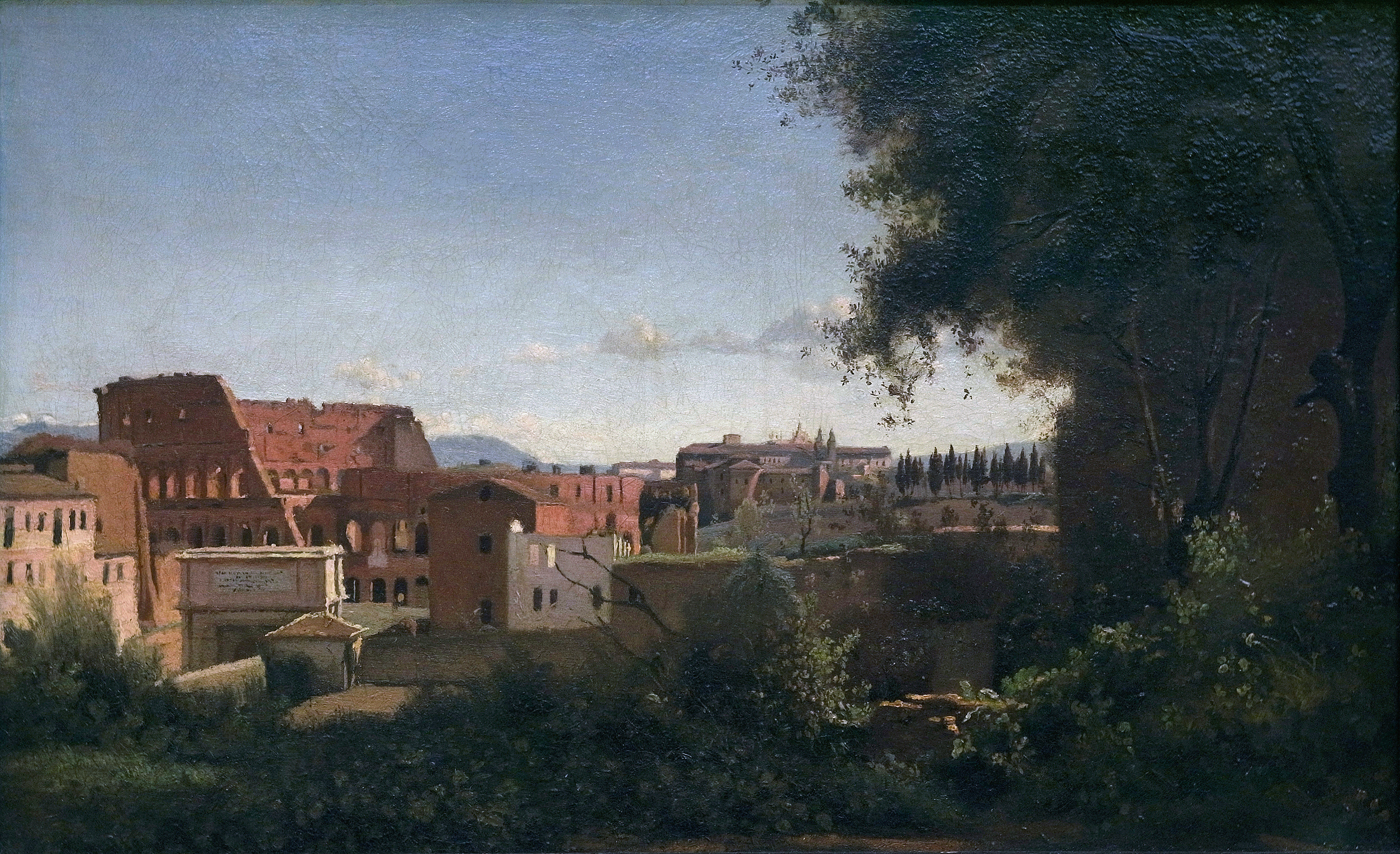
Le Colisée vu des jardins Farnèse, 1826.
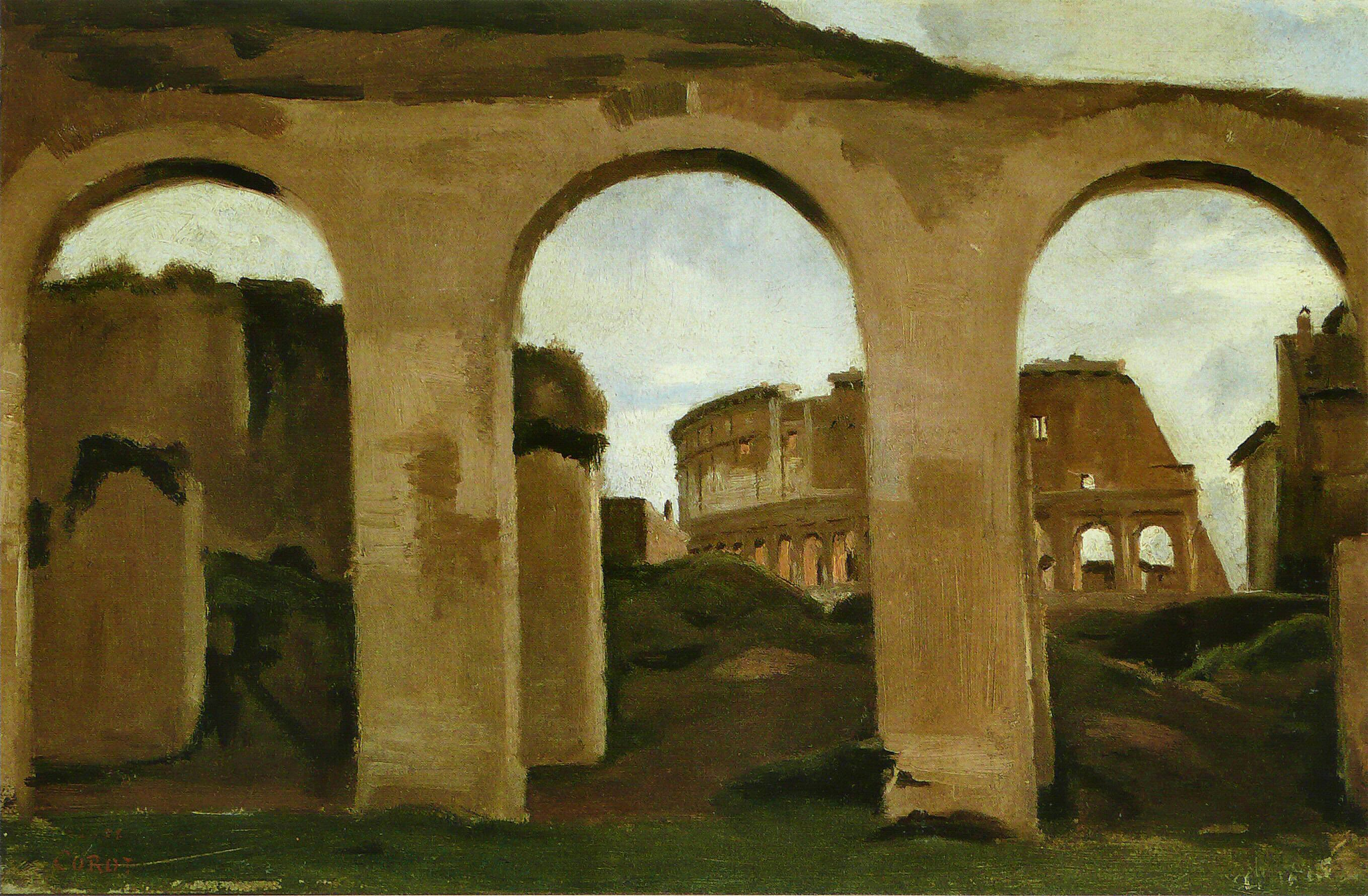
Le Colisée, vu à travers les arcades de la Basilique de Constantin, 1825.

Le Colisée a également été le site de cérémonies catholiques depuis le XXe siècle. Par exemple, le pape Jean-Paul II y a inauguré une nouvelle forme de processions du chemin de croix qui ont lieu chaque Vendredi saint,.

Maquette du Colisée au musée de la Civilisation romaine.

Actuellement avec des milliers de touristes chaque année qui paient leur billet pour voir seulement l'arène de l'intérieur, bien que l'entrée pour les citoyens de l'UE soit partiellement subventionnée et que les moins de 18 ans, ainsi que les plus de 65 ans ressortissants de l'UE soient admis gratuitement. En 2001, un musée consacré à Éros est situé à l'étage supérieur du bâtiment. Une partie du plancher de l'arène est reconstituée la même année.
Variations de température et d'humidité, secousses telluriques, trombes d'eau, pollution urbaine rongeant la pierre, surfréquentation... le Colisée est un géant malade.[non neutre] Chaque année, 500 000 euros lui sont alloués par l'État italien pour parer au plus urgent. Ce qui ne suffit pas pour des travaux plus ambitieux. Avec 7,6 millions de visiteurs par an (ce qui en fait le monument le plus visité d'Italie) et seulement 35 % du monument accessible au public en 2010, le Colisée poursuit ses restaurations pour éviter l'engorgement. En 2010, il ouvre ainsi une partie de l'hypogée à des visites guidées. Face à la réduction du budget du ministère des Biens culturels, le site a dû se tourner vers le mécénat privé pour boucler le budget : en 2011, un accord signé avec Diego Della Valle, le PDG de la marque de chaussures Tod's, permet à ce groupe de se prévaloir d'être « le sponsor unique du Colisée » en finançant entièrement les travaux (nettoyage de la pierre noircie par la pollution, colmatage des fissures et brèches, remplacement des barrières métalliques obturant les arches du rez-de-chaussée, restauration de l'hypogée, mise en place d'un nouveau système d'illumination et construction d'un centre de services touristiques), soit 25 millions d'euros dont un tiers peut être déduit fiscalement. En échange, l'association « Amici del Colosseo » créée par le sponsor a le droit exclusif d'utiliser l'image du monument pour ses publicités. Le Colisée reste ouvert au public pendant ces travaux, prévus de 2013 à 2016, les échafaudages ne couvrant qu'un tiers du monument à la fois. Le nombre de visiteurs du Colisée est passé en une dizaine d'années d'un million par an à environ six millions en 2013, entre autres grâce au succès du film Gladiator de Ridley Scott en 2000.

## Dans la culture populaire
- Dans le film Vacances romaines (1953) de William Wyler, une scène y est tournée.
- Dans le film La Fureur du dragon (1972) interprété et réalisé par Bruce Lee, une scène y est tournée avec Chuck Norris.
- Dans le film Gladiator (2000), une réplique d'environ un tiers du Colisée a été construite à Malte, pour les besoins du tournage[84].
- Dans le film Fusion (2003) de Jon Amiel, le monument est détruit par un orage magnétique, tout comme une large partie de Rome.
- Dans le film Jumper (2008) de Doug Liman, le héros, doté d'un pouvoir de téléportation, atterrit dans les ruines du Colisée avec sa copine.
- Dans le jeu vidéo Assassin's Creed: Brotherhood (2010), une mission s'y joue.
- Dans le jeu en ligne de simulation et de stratégie Forge of Empires, le Colisée fait partie des Grands Monuments constructibles dans la cité. De l'Âge de Fer, il apporte à son propriétaire de la satisfaction supplémentaire et une petite somme de médailles dont les quantités varient selon le niveau d'amélioration du Grand Monument.
- Dans le jeu vidéo Ryse: Son of Rome (2013), le chapitre VII de la campagne se déroule partiellement dans le Colisée. Il sert aussi d'arène pour le mode Gladiateur du jeu.
- Dans Golden Wind, la cinquième partie du manga JoJo's Bizarre Adventure, une partie de l'affrontement final entre Diavolo, le parrain de Passione, et le gang de Bucciarati se déroule dans le Colisée. Le chef mafieux y lance son assaut contre Jean-Pierre Polnareff avec qui les protagonistes avaient rendez-vous.
- Le Colisée peut être construit comme merveille mondiale dans tous les opus principaux de la franchise de jeux vidéo Sid Meier's Civilization, ainsi que dans certains autres titres (Civilization Revolution, Civilization Revolution 2 et Civilization: Call to power).